# مايكل فيك
مايكل دواين فيك (بالإنجليزية: Michael Dwayne Vick؛ مواليد 26 يونيو 1980) هو مدرب كرة قدم جامعية أمريكي ولاعب سابق وهو مدرب كرة القدم الرئيسي في جامعة ولاية نورفولك. لعب كلاعب وسط في الدوري الوطني لكرة القدم الأمريكية (NFL) لمدة 13 موسمًا، حيث أصبح أول لاعب وسط في الدوري يركض لمسافة 1000 ياردة في موسم واحد وكان قائدًا على الإطلاق في ياردات الركض كلاعب وسط في وقت تقاعده. لعب فيك كرة القدم الجامعية في جامعة فرجينيا للتكنولوجيا، حيث فاز بجائزة آرتشي جريفين [الإنجليزية] كطالب جديد، وتم اختياره أولاً بشكل عام من قبل فريق أتلانتا فالكونز في مسودة اتحاد كرة القدم الأميركي لعام 2001 [الإنجليزية]. خلال السنوات الست التي قضاها مع فريق فالكونز، تم اختياره للعب في ثلاث مباريات برو بول وقاد الفريق إلى جولتين من التصفيات، ولقب قسم واحد، والظهور في مباراة بطولة إن إف سي [الإنجليزية].
انتهت مسيرة فيك في دوري كرة القدم الأميركي في عام 2007 بعد إقراره بالذنب في تورطه في حلبة قتال الكلاب وقضى 21 شهرًا في السجن الفيدرالي. أدى اعتقاله وإدانته لاحقًا إلى اكتساب فيك شهرة واسعة بين عامة الناس، والتي استمرت طوال بقية حياته المهنية. تم إطلاق سراحه من قبل فالكونز قبل وقت قصير من مغادرته السجن.
بعد أن قضى عقوبته، وقع فيك مع فريق فيلادلفيا إيجلز لموسم 2009. وباعتباره عضوًا في فريق إيجلز لمدة خمس سنوات، فقد حقق أعظم موسم إحصائي له وقاد الفريق إلى لقب القسم في عام 2010، مما أكسبه جائزة أفضل لاعب عائد للعام واختياره الرابع في برو بول. في موسميه الأخيرين، لعب فيك لصالح فريق نيويورك جيتس وبيتسبرغ ستيلرز، في المقام الأول كلاعب احتياطي. تقاعد رسميًا في عام 2017 بعد أن أمضى موسم 2016 كلاعب حر. بعد اعتزاله كلاعب، واصل فيك مسيرته التدريبية. شغل منصب منسق الهجوم ومستشار لرابطة أساطير أتلانتا [الإنجليزية] لكرة القدم الأمريكية (AAF) في عام 2019. مع اقتراب نهاية موسم 2024، تم تعيين فيك مدربًا رئيسيًا لكرة القدم في ولاية نورفولك.

## النشأة
وُلِد فيك في نيوبورت نيوز، فيرجينيا، وهو الثالث من بين أربعة أطفال لبريندا فيك ومايكل بودي، اللذين كانا مراهقين غير متزوجين آنذاك. عملت والدته في وظيفتين، وحصلت على مساعدة مالية عامة وتلقت مساعدة من والديها، بينما عمل والده لساعات طويلة في أحواض بناء السفن كعامل نفخ رملي ورسامي رش. لقد تزوجا عندما كان مايكل يبلغ من العمر خمس سنوات تقريبًا، لكن الأطفال اختاروا الاستمرار في استخدام لقبهم «فيك». عاشت العائلة في منازل ريدلي سيركل، وهو مشروع إسكان عام في حي يعاني من الكساد المالي والجريمة ويقع في قسم إيست إند من مدينة الميناء. وأشار السكان المحليون الذين تمت مقابلتهم في مقال صحفي عام 2007 في صحيفة ريتشموند تايمز ديسباتش [الإنجليزية] إلى أنه «لم يتغير الكثير» بعد ما يقرب من عقد من الزمان منذ رحيل فيك. وقال أحد السكان إن هناك تجارة مخدرات، وإطلاق نار من سيارات متحركة [الإنجليزية]، وعمليات قتل أخرى في الحي، وأشار إلى أن الرياضة كانت وسيلة للخروج وحلمًا للكثيرين. في مقابلة أجريت معه عام 2001، قال فيك لصحيفة نيوبورت نيوز ديلي برس أنه عندما كان عمره 10 أو 11 عامًا، «كنت أذهب للصيد حتى لو لم تكن الأسماك تعض، فقط للهروب من العنف والتوتر في الحياة اليومية في المشاريع».
تطلب عمل بودي قدرًا كبيرًا من السفر، لكنه قام بتعليم مهارات كرة القدم لولديه في سن مبكرة. كان فيك يبلغ من العمر ثلاث سنوات فقط عندما بدأ والده، الملقب بـ«الرصاصة» بسبب سرعته أثناء أيام لعبه، في تعليمه الأساسيات. قام مايكل بعد ذلك بتعليم اللعبة لأخيه الأصغر، ماركوس فيك [الإنجليزية].
عندما كبر، أصبح فيك يُعرف بلقب «أوكي»، وتعلم عن كرة القدم من آرون بروكس، وهو ابن عمه الثاني الذي كان أكبر منه بأربع سنوات. أمضى فيك وبروكس الكثير من الوقت في نادي الأولاد والبنات المحلي. وفي مقابلة نشرت في التاسع من أبريل/نيسان 2001، قال فيك لمجلة سبورتنج نيوز: «لقد أبعدتني الرياضة عن الشوارع». «لقد منعني ذلك من الخوض في تفاصيل ما يجري، الأمور السيئة. كثير من الرجال الذين أعرفهم واجهوا مشاكل سيئة.»

### مسيرة المدرسة الثانوية
برز فيك لأول مرة أثناء دراسته في مدرسة هومر إل فيرجسون الثانوية ‏ في نيوبورت نيوز. لقد أثار إعجاب الكثيرين بقدراته الرياضية عندما كان طالباً في السنة الأولى، حيث رمى مسافة تزيد عن 400 ياردة في مباراة ذلك العام. تم إغلاق مدرسة فيرجسون الثانوية في عام 1996 كجزء من برنامج تحديث مباني مدارس نيوبورت نيوز العامة [الإنجليزية]. انتقل فيك، وهو طالب في السنة الثانية، ومدربه تومي ريمون [الإنجليزية] إلى مدرسة وارويك الثانوية.[بحاجة لمصدر]
كان فيك لاعبًا أساسيًا لمدة ثلاث سنوات في فريق واريك رايدرز. تحت قيادة ريمون، مرر مسافة 4،846 ياردة مع 43 هدفًا. أضاف 1048 ياردة و18 نقطة على الأرض. كطالب كبير، مرر مسافة 1668 ياردة، بما في ذلك 10 تمريرات ومثلها من الهبوط السريع. خلال إحدى المباريات، ركض لستة أهداف ورمى ثلاث أهداف.[بحاجة لمصدر]
ريمون، الذي ساعد في توجيه بروكس من نيوبورت نيوز إلى جامعة فيرجينيا، ساعد فيك في اختبارات سات وساعده هو وعائلته في الاختيار بين جامعة سيراكيوز وجامعة فيرجينيا للتكنولوجيا. كان ريمون يفضل جامعة فرجينيا للتكنولوجيا، حيث شعر أن التوجيه الأفضل كان متاحًا تحت قيادة فرانك بيمر، الذي وعد بإعطائه القميص الأحمر [الإنجليزية] ومنح الطالب الجديد الوقت اللازم للتطور. أقنع ريمون مايكل بقرب المدرسة من العائلة والأصدقاء، واختار فيك الالتحاق بجامعة فرجينيا للتكنولوجيا. عندما غادر مشاريع الإسكان العام في نيوبورت نيوز في عام 1998 ومعه منحة دراسية لكرة القدم الجامعية، كان يُنظر إلى فيك في مجتمع نيوبورت نيوز باعتباره قصة نجاح.

## المسيرة الجامعية

### موسم 1999
في أول مباراة جامعية له مع فيرجينيا تك كطالب جديد، ضد جيمس ماديسون في عام 1999 [الإنجليزية]، سجل فيك ثلاثة أهداف سريعة في ربع واحد فقط من اللعب. قام بقفزة ليحرز هدفه الأخير لكنه هبط بشكل محرج على كاحله، مما أجبره على تفويت بقية المباراة وكل المباراة التالية. خلال الموسم، قاد فيك حملة الفوز في اللحظة الأخيرة ضد وست فرجينيا [الإنجليزية] في مباراة كأس بلاك دايموند السنوية. قاد فريق هوكيز إلى موسم بدون هزيمة بنتيجة 11–0 وإلى مباراة لقب بطولة سلسلة بطولة بول الوطنية في نوكيا شوجر بول [الإنجليزية] ضد فلوريدا ستيت [الإنجليزية]. على الرغم من خسارة فريق فرجينيا تك بنتيجة 46–29، إلا أن فيك أعاد الفريق إلى الصدارة بعد تأخره بفارق 21 نقطة. خلال الموسم، ظهر فيك على غلاف مجلة إي إس بي إن [الإنجليزية].

كان فيك متصدرًا في الرابطة الوطنية لرياضة الجامعات في كفاءة التمرير في عام 1999، وهو رقم قياسي لطالب جديد (180.4) وثالث أعلى رقم على الإطلاق. فاز فيك بجائزة إيسبي كأفضل لاعب جامعي في البلاد وجائزة أرشي جريفين [الإنجليزية] الأولى على الإطلاق كأفضل لاعب في كرة القدم الجامعية. فاز بجائزة أفضل لاعب هجومي في بطولة بيغ إيست لهذا العام. تمت دعوته إلى حفل تقديم جائزة هايزمان [الإنجليزية] لعام 1999 وحصل على المركز الثالث في التصويت خلف رون داين [الإنجليزية] وجو هاميلتون. كان المركز الثالث الذي حققه فيك هو الأعلى على الإطلاق بالنسبة لطالب جديد حتى تلك النقطة، والذي حققه لأول مرة هيرشيل ووكر في عام 1980.

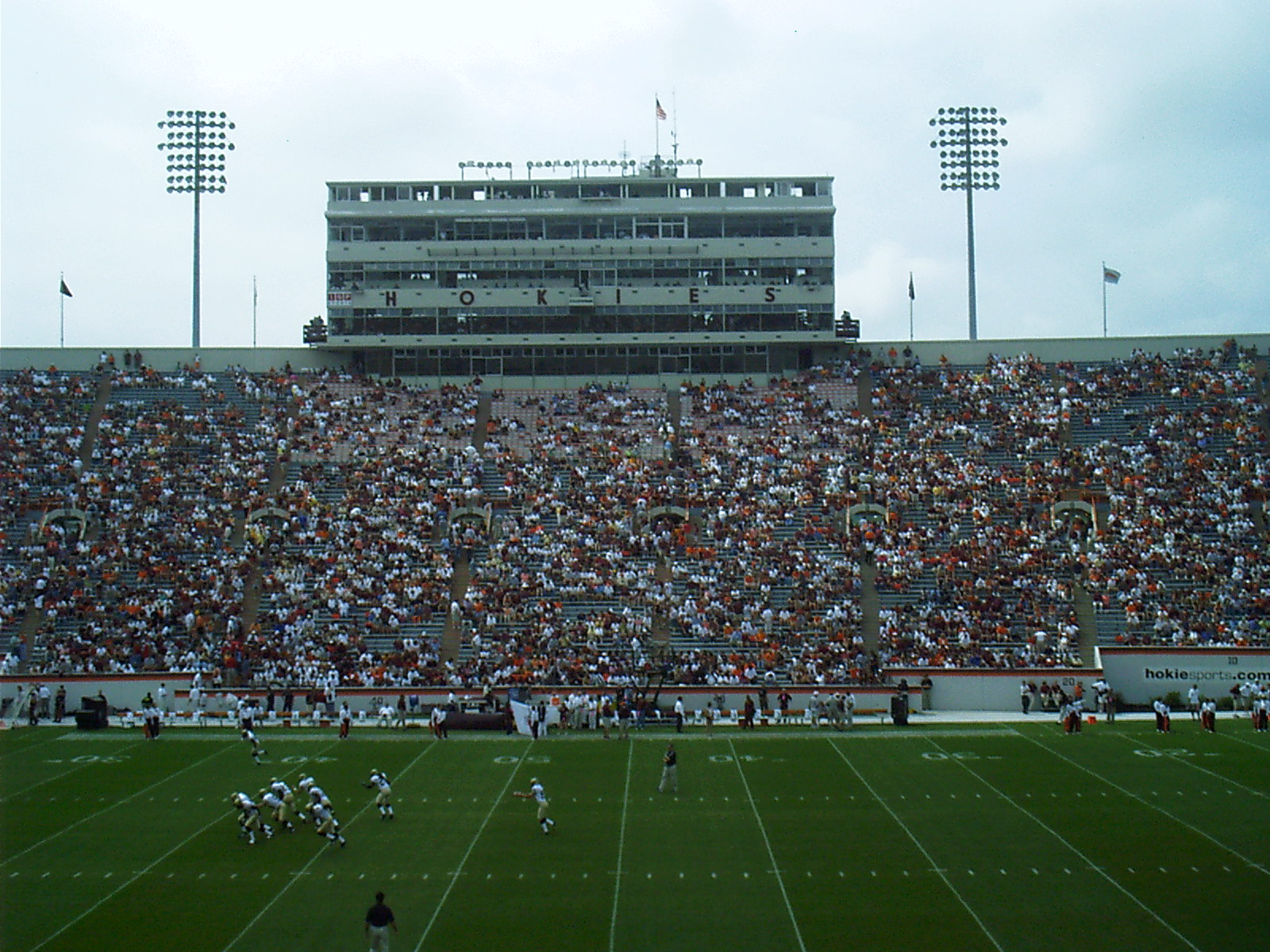
ملعب لين، حيث لعب فيك كرة القدم الجامعية لفريق فيرجينيا تك

### موسم 2000
كان أحد أبرز أحداث موسم 2000 [الإنجليزية] لفيك هو إجمالي 210 ياردة في مسيرته المهنية ضد بوسطن كوليدج في تشيستنت هيل، ماساتشوستس. في مباراة كأس بلاك دايموند ضد جامعة وست فرجينيا، حقق فيك 288 ياردة إجمالية من الهجوم وهدفين في فوز 48–20. في الأسبوع التالي، قاد فيك فريق هوكيز للعودة من تأخره بنتيجة 14–0 إلى الفوز على سيراكيوز في قبة الناقل، حيث لم يحقق فريق هوكيز الفوز منذ عام 1986. حسم فيك المباراة بتسجيله 55 ياردة قبل 1:34 من نهاية المباراة.
في المباراة التالية، ضد بيتسبرغ، أصيب فيك واضطر إلى تفويت بقية المباراة. كما غاب عن المباراة ضد سنترال فلوريدا [الإنجليزية]، ولم يتمكن من البدء ضد ميامي هوريكانز [الإنجليزية]، الذي ألحق بفيرجينيا تك خسارته الوحيدة هذا الموسم. كانت آخر مباراة لفيك أثناء لعبه مع فريق فيرجينيا تك ضد فريق كليمسون تايجرز في بطولة تويوتا جاتور بول؛ حيث فاز فريق فيرجينيا تك وتم اختيار فيك كأفضل لاعب في المباراة. أدت إنجازاته الكروية في موسمين إلى انضمامه إلى قاعة مشاهير الرياضة بجامعة فرجينيا للتكنولوجيا [الإنجليزية] في عام 2017.
احتل فيك المركز السادس في تصويت جائزة هايزمان لموسم 2000. غادر فيك جامعة فرجينيا للتكنولوجيا بعد موسمه الثاني كطالب جامعي. أدرك فيك أن بقية أفراد عائلته ما زالوا يعيشون في شقتهم المكونة من ثلاث غرف نوم في ريدلي سيركل هومز، فصرح بأنه سيشتري لوالدته «منزلًا وسيارة». وذكرت شبكة إي إس بي إن لاحقًا أن فيك استخدم جزءًا من أرباحه من الدوري الوطني لكرة القدم الأمريكية (NFL) ومن الإعلانات التجارية لشراء منزل جديد كليًا لوالدته في منطقة راقية في سوفولك، فيرجينيا.
تم إدخال فيك إلى قاعة مشاهير كرة القدم الجامعية في عام 2025.

### إحصائيات الكلية
| الموسم     | الفريق                  | التمرير   | التمرير   | التمرير   | التمرير   | التمرير   | التمرير   | التمرير   | الاندفاع  | الاندفاع  | الاندفاع  | الاندفاع  |
| الموسم     | الفريق                  | ت م       | م ت       | إ%        | ي ت       | ت هـ      | اع        | ت ت       | م ا       | ي ا       | ي م ا     | هـ س      |
| ---------- | ----------------------- | --------- | --------- | --------- | --------- | --------- | --------- | --------- | --------- | --------- | --------- | --------- |
| 1998       | فرجينيا تك [الإنجليزية] | ريد شيرتد | ريد شيرتد | ريد شيرتد | ريد شيرتد | ريد شيرتد | ريد شيرتد | ريد شيرتد | ريد شيرتد | ريد شيرتد | ريد شيرتد | ريد شيرتد |
| 1999       | فرجينيا تك [الإنجليزية] | 90        | 153       | 58.8      | 1،840     | 12        | 5         | 180.4     | 110       | 580       | 5.3       | 8         |
| 2000       | فرجينيا تك [الإنجليزية] | 97        | 179       | 54.2      | 1،439     | 9         | 7         | 127.4     | 113       | 636       | 5.6       | 9         |
| حياة مهنية | حياة مهنية              | 187       | 332       | 56.3      | 3،279     | 21        | 12        | 153.1     | 223       | 1،216     | 5.5       | 17        |

## المسيرة الاحترافية
| 6 0                                         | 210 | 31 1/2 | 8 1/2 | 4.33 s | 38.0 | 20 |
| جميع القيم من إن إف إل كومباين [الإنجليزية] |     |        |       |        |      |    |

### أتلانتا فالكونز

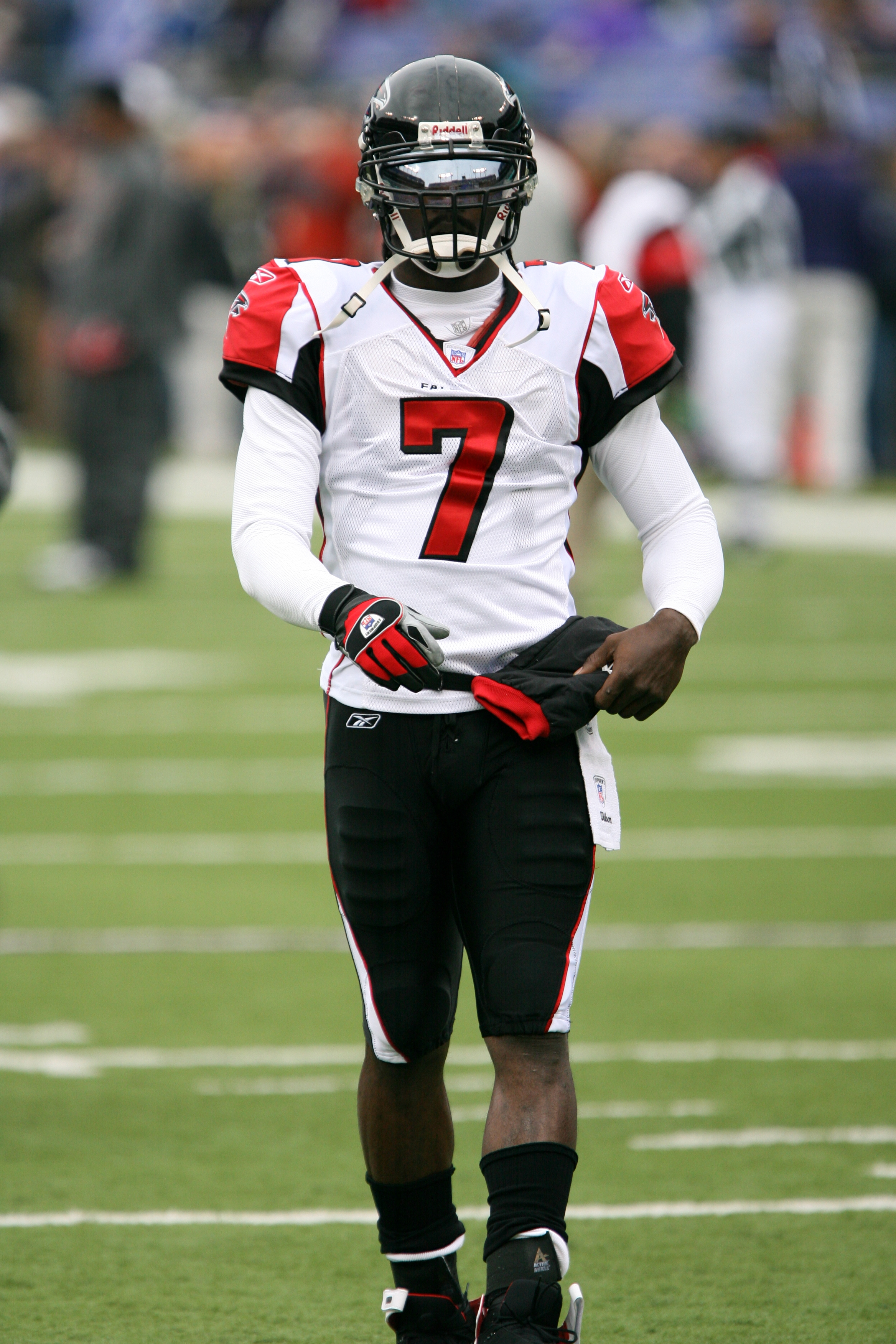
فيك في بالتيمور مع فريق أتلانتا فالكونز خلال موسم 2006

في تدريبه في يوم المحترفين، ركض فيك مسافة 40 ياردة [الإنجليزية] في 4.33 ثانية؛ وقد تم تسجيل وقته بأقل من 4.25 ثانية، وهو الأسرع على الإطلاق بالنسبة للاعب الوسط في دوري كرة القدم الأميركي. تم اختيار فيك أولاً في مشروع اتحاد كرة القدم الأميركي لعام 2001 ‏ من قبل فريق أتلانتا فالكونز، ليصبح أول لاعب وسط أمريكي من أصل أفريقي يتم اختياره مع الاختيار الأول. كان لدى فريق سان دييغو تشارجرز الاختيار الأول، لكنه قام بتبادله مع فريق أتلانتا فالكونز في اليوم السابق للمسودة مقابل اختيارات فالكونز في الجولتين الأولى والثالثة في عام 2001. تم اختيار فيك في الجولة الثلاثين من مسودة دوري البيسبول الرئيسي لعام 2000 من قبل فريق كولورادو روكيز، على الرغم من عدم لعبه للبيسبول منذ الصف الثامن.

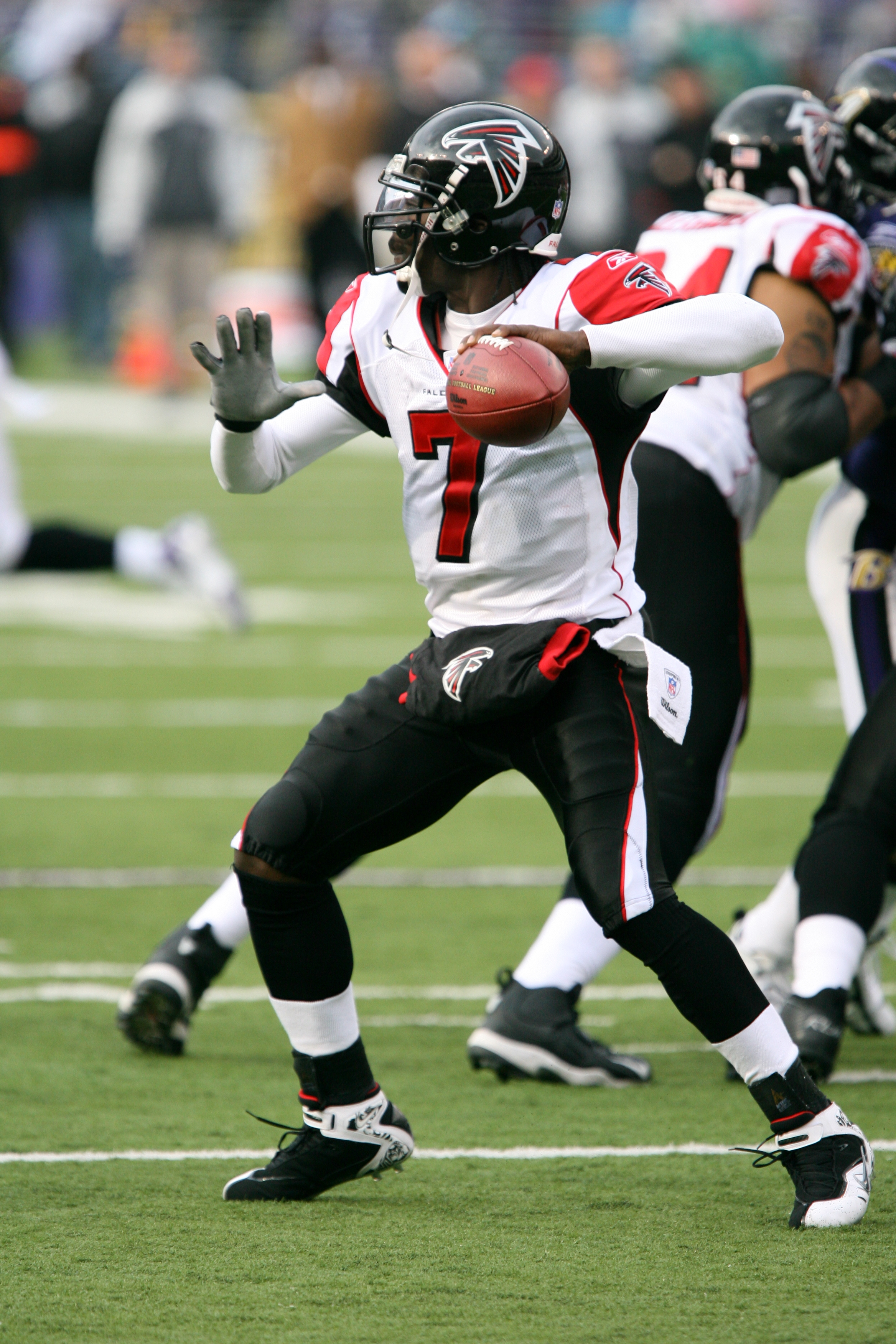
فيك كعضو في فريق أتلانتا فالكونز في نوفمبر 2006

وقع عقدًا مدته ست سنوات بقيمة 62 مليون دولار.

#### موسم 2001
خاض فيك أول مباراة له في الدوري الوطني لكرة القدم الأمريكية ضد فريق سان فرانسيسكو 49 إيرز في 9 سبتمبر 2001، ولم يشارك إلا بشكل محدود. أكمل تمريرته الأولى في الدوري الوطني لكرة القدم الأمريكية إلى المتلقي الواسع توني مارتن في الربع الثاني ضد فريق كارولينا بانثرز في 23 سبتمبر وسجل أول هبوط له في الدوري الوطني لكرة القدم الأمريكية على مسافة ياردتين في الربع الرابع ليساعد فريق فالكونز على الفوز بنتيجة 24–16. خاض فيك أول مباراة له ضد فريق دالاس كاوبويز في 11 نوفمبر وألقى تمريرة الهبوط الأولى إلى الطرف الضيق أليج كرامبلر [الإنجليزية] في فوز 20–13. كان مسؤولاً عن 234 ياردة من أصل 255 ياردة لفريق أتلانتا في المباراة النهائية للموسم ضد فريق سانت لويس رامز في 6 يناير 2002. في مباراتين أساسيتين وثماني مباريات إجمالية لعبت في ذلك الموسم، أكمل فيك 50 من 113 تمريرة لمسافة 785 ياردة مع هدفين وثلاث اعتراضات. لقد اندفع 31 مرة لمسافة 289 ياردة (9.3 في المتوسط) وهبوط واحد.

#### موسم 2002
بدأ فيك 15 مباراة في عام 2002، وغاب عن مباراة واحدة ضد فريق نيويورك جاينتس في 13 أكتوبر بسبب التواء في الكتف. أتم 231 تمريرة من أصل 421 لمسافة 2936 ياردة و16 هبوطًا. لقد حمل الكرة 113 مرة لمسافة 777 ياردة وحقق ثمانية هبوطات سريعة. حقق فيك العديد من أعلى الأرقام القياسية في مسيرته في مباراة واحدة خلال الموسم، بما في ذلك التمريرات المكتملة، ومحاولات التمرير، وياردات التمرير. كما سجل فيك رقمًا قياسيًا في اتحاد كرة القدم الأميركي آنذاك لأكبر عدد من ياردات الجري التي قطعها لاعب الوسط في مباراة واحدة برصيد 173 ياردة ضد فريق مينيسوتا فايكنج في الأول من ديسمبر، والذي حطمه كولين كايبرنيك (181) في عام 2013. تعادل في المركز الثالث في تاريخ الفريق لأفضل نسبة هبوط إلى اعتراض في موسم واحد. كان لديه سلسلة من 177 تمريرة دون اعتراض حيث أنهى فالكونز الموسم بسجل 9–6–1 فوز وخسارة وتعادل [الإنجليزية] ووصل إلى التصفيات. في 4 يناير 2003، قاد فيك فريق فالكونز إلى فوز مفاجئ على فريق جرين باي باكرز المرشح بقوة بنتيجة 27–7 في الجولة البرية من إن إف سي. خسر فريق فالكونز بنتيجة 20–6 أمام فريق فيلادلفيا إيجلز بقيادة دونوفان ماكناب [الإنجليزية] في الجولة التقسيمية للمؤتمر الوطني لكرة القدم في الأسبوع التالي. تم اختيار فيك للمشاركة في أول مباراة له في برو بول بعد الموسم.

#### موسم 2003
عانى فيك من كسر في الشظية اليمنى خلال مباراة ما قبل الموسم قبل موسم 2003 ضد فريق بالتيمور رافينز. غاب عن أول 11 مباراة من الموسم العادي، وشارك لأول مرة في الأسبوع 13. حل فيك بديلاً للاعب الوسط دوج جونسون خلال الربع الثالث في مباراة ضد فريق هيوستن تكسانز في 30 نوفمبر، حيث أكمل 8 من 11 تمريرة لمسافة 60 ياردة واندفع لمسافة 16 ياردة في ثلاث حملات. بدأ أول مباراة له في الموسم ضد فريق كارولينا بانثرز في 7 ديسمبر وحقق ثالث أعلى إجمالي ركض للاعب الوسط في تاريخ اتحاد كرة القدم الأميركي بـ 141 ياردة في 14 حملة وهبوط واحد. فاز فريق فالكونز بالمباراة بنتيجة 20–14 في الوقت الإضافي. أنهى فيك الموسم بفوز 21–14 على جاكسونفيل جاغوارز في 28 ديسمبر حيث أكمل 12 من 22 تمريرة لمسافة 180 ياردة، وهبوطين، واعتراض.

#### موسم 2004
عاد فيك إلى مستواه في عام 2004، حيث مرر مسافة 2313 ياردة، و14 هبوطًا، و12 اعتراضًا. وأضاف أيضًا 902 ياردة سريعة وثلاثة هبوطات حيث أنهى فالكونز الموسم بسجل 11–5. في 31 أكتوبر 2004، في مباراة ضد فريق دنفر برونكوس، أصبح أول لاعب وسط يرمي لمسافة تزيد عن 250 ياردة ويركض لمسافة تزيد عن 100 ياردة في نفس المباراة. حقق فيك رقمًا قياسيًا في ما بعد الموسم في الدوري الوطني لكرة القدم الأمريكية للاعب الوسط برصيد 119 ياردة في الجولة الأولى من تصفيات الدوري الوطني لكرة القدم الأمريكية لعام 2004؛ تغلب أتلانتا على سانت لويس رامز 47–17 في الجولة التقسيمية، لكنه خسر في الأسبوع التالي 27–10 أمام فيلادلفيا إيجلز في بطولة إن إف سي. تم اختيار فيك، الذي كان إجمالي عدد مرات اندفاعه في موسم واحد هو الثالث من حيث الأعلى بالنسبة للاعب الوسط في تاريخ اتحاد كرة القدم الأميركي، للمشاركة في مباراة برو بول الثانية بعد أن قاد أتلانتا إلى لقب القسم الثالث في نهاية الموسم. وقد وقع على تمديد لمدة تسع سنوات بقيمة 130 مليون دولار في 23 ديسمبر. احتل فيك المركز الثاني في تصويت أفضل لاعب في الدوري الوطني لكرة القدم الأمريكية وحصل على صوت واحد للمركز الأول، مما منع بيتون مانينغ من أن يكون خيارًا بالإجماع.

#### موسم 2005
شارك فيك في مباراة برو بول الثالثة له بعد موسم 2005، حيث مرر لمسافة 2412 ياردة و16 هبوطًا بينما اندفع لمسافة 597 ياردة و6 هبوطات. ومع ذلك، أنهى فريق فالكونز الموسم بسجل 8–8 وفشل في التأهل إلى التصفيات النهائية.

#### موسم 2006

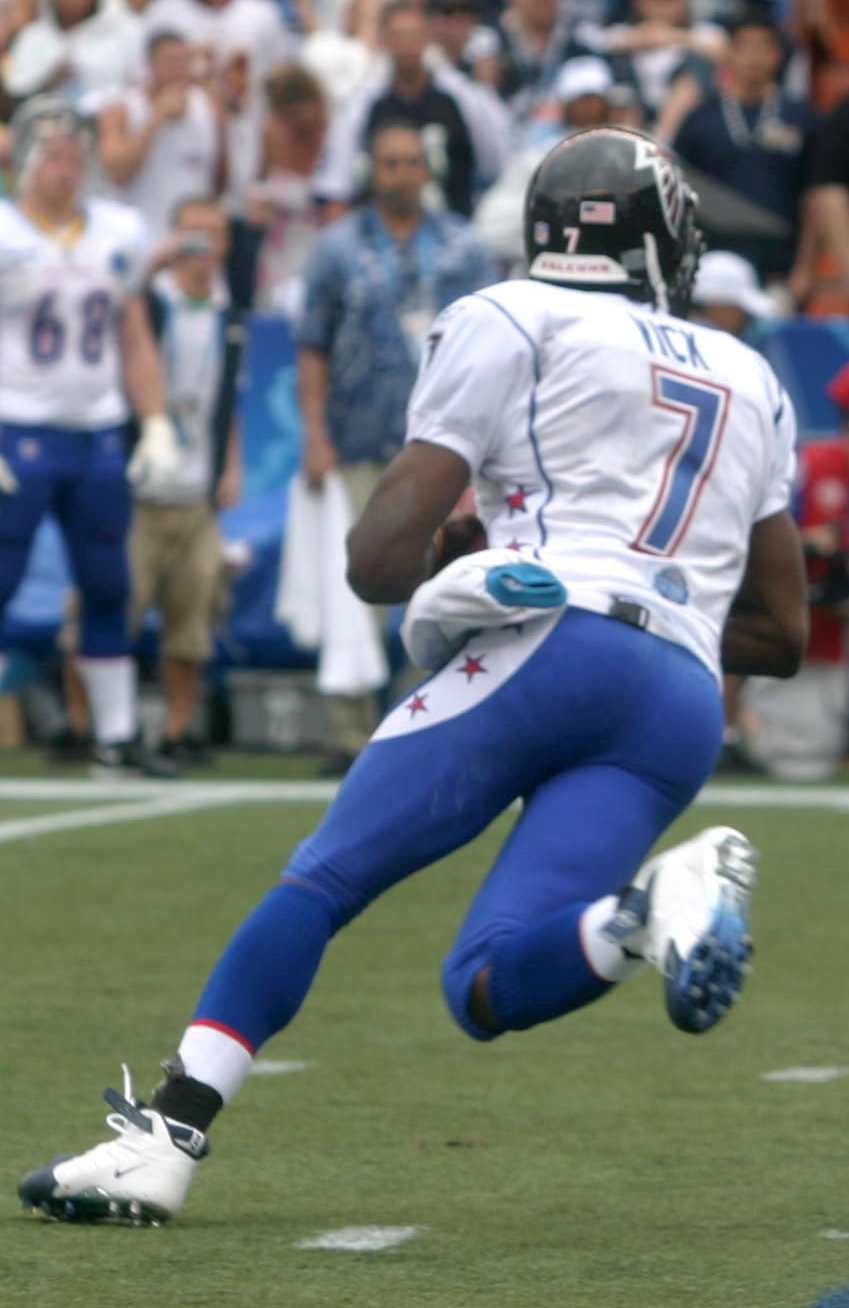
فيك في برو بول 2006

في عام 2006، أصبح فيك أول لاعب وسط على الإطلاق يركض لمسافة تزيد عن 1000 ياردة في موسم واحد. كما سجل رقمًا قياسيًا بالركض لمسافة 8.4 ياردة لكل حمل. أصبح فيك وزميله في الفريق واريك دان أول ثنائي في مركز الوسط والظهير الخلفي يتجاوز كل منهما 1000 ياردة في موسم واحد. على الرغم من الموسم القياسي الذي حققه فيك، أنهى فالكونز الموسم بسجل 7–9 وفشل مرة أخرى في الوصول إلى التصفيات.

### التعليق
في أغسطس/آب 2007، وبعد ساعات من اعتراف فيك بالذنب في التهم الفيدرالية في التحقيق في قتال الكلاب في باد نيوز كينيلز [الإنجليزية]، أوقفته رابطة كرة القدم الأميركية إلى أجل غير مسمى دون أجر لانتهاكه سياسة سلوك اللاعبين. في رسالة إلى فيك، قال روجر جوديل، مفوض اتحاد كرة القدم الأميركي، [الإنجليزية] إن لاعب الوسط اعترف بسلوك «ليس غير قانوني فحسب، بل قاسٍ ومُدان أيضًا». وبينما يُعتبر فيك من الناحية الفنية مُخالفًا لأول مرة بموجب سياسة السلوك الشخصي في الاتحاد، أصدر جوديل عقوبة إيقاف أشد قسوة لأنه اعترف بأنه وفّر معظم الأموال اللازمة لجانب المقامرة في عملية مصارعة الكلاب. ترك جوديل الباب مفتوحًا أمام إمكانية إعادة فيك إلى منصبه اعتمادًا على مدى تعاونه مع السلطات الفيدرالية والولائية. وكان جوديل قد منع فيك من الحضور إلى معسكر التدريب بينما كانت الرابطة تجري تحقيقاتها الخاصة في الأمر. في جلسة توجيه الاتهام إليه في 26 يوليو/تموز، منعته شروط الكفالة من مغادرة فرجينيا قبل المحاكمة في نوفمبر/تشرين الثاني مما أنهى فعلياً أي فرصة واقعية لفيك في اللعب في عام 2007.
في 27 أغسطس، قال آرثر بلانك، مالك فريق فالكونز، في مؤتمر صحفي، إن فالكونز سيسعون إلى استعادة جزء من مكافأة التوقيع التي حصل عليها فيك. وقال إن الفريق ليس لديه خطط فورية لخفض رواتب فيك، مشيرًا إلى مشاكل سقف الرواتب. في البداية بدا الأمر وكأن جوديل قد مهد الطريق أمام فالكونز لإطلاق سراح فيك، حيث حكم بأن تورط فيك في أنشطة المقامرة يشكل خرقًا لعقده. في 29 أغسطس، أرسل فريق فالكونز خطابًا إلى فيك يطالبه فيه بتعويضهم عن 20 مليون دولار من مكافأته البالغة 37 مليون دولار. تم إرسال القضية إلى التحكيم، وفي 10 أكتوبر، حكم أحد المحكمين بأن فيك ملزم بتعويض فالكونز بمبلغ 19.97 مليون دولار. واتفق المحكم مع ادعاء فريق فالكونز بأن فيك كان يعلم أنه يشارك في أنشطة غير قانونية عندما وقع عقده الجديد في عام 2004، وأنه استخدم أموال المكافأة لدفع تكاليف العملية.
في فبراير 2009، كشف فريق فالكونز أنهم كانوا يفكرون في تداول فيك إلى فريق آخر في الدوري الوطني لكرة القدم الأمريكية. قال توماس ديميتروف [الإنجليزية] المدير العام لفريق أتلانتا إن قواعد اتحاد كرة القدم الأميركي تسمح للفرق بتبادل الحقوق التعاقدية مع اللاعبين الموقوفين. ومع ذلك، أطلق فالكونز سراح فيك في أوائل يونيو، مما جعله وكيلًا حرًا غير مقيد.

### فيلادلفيا إيجلز

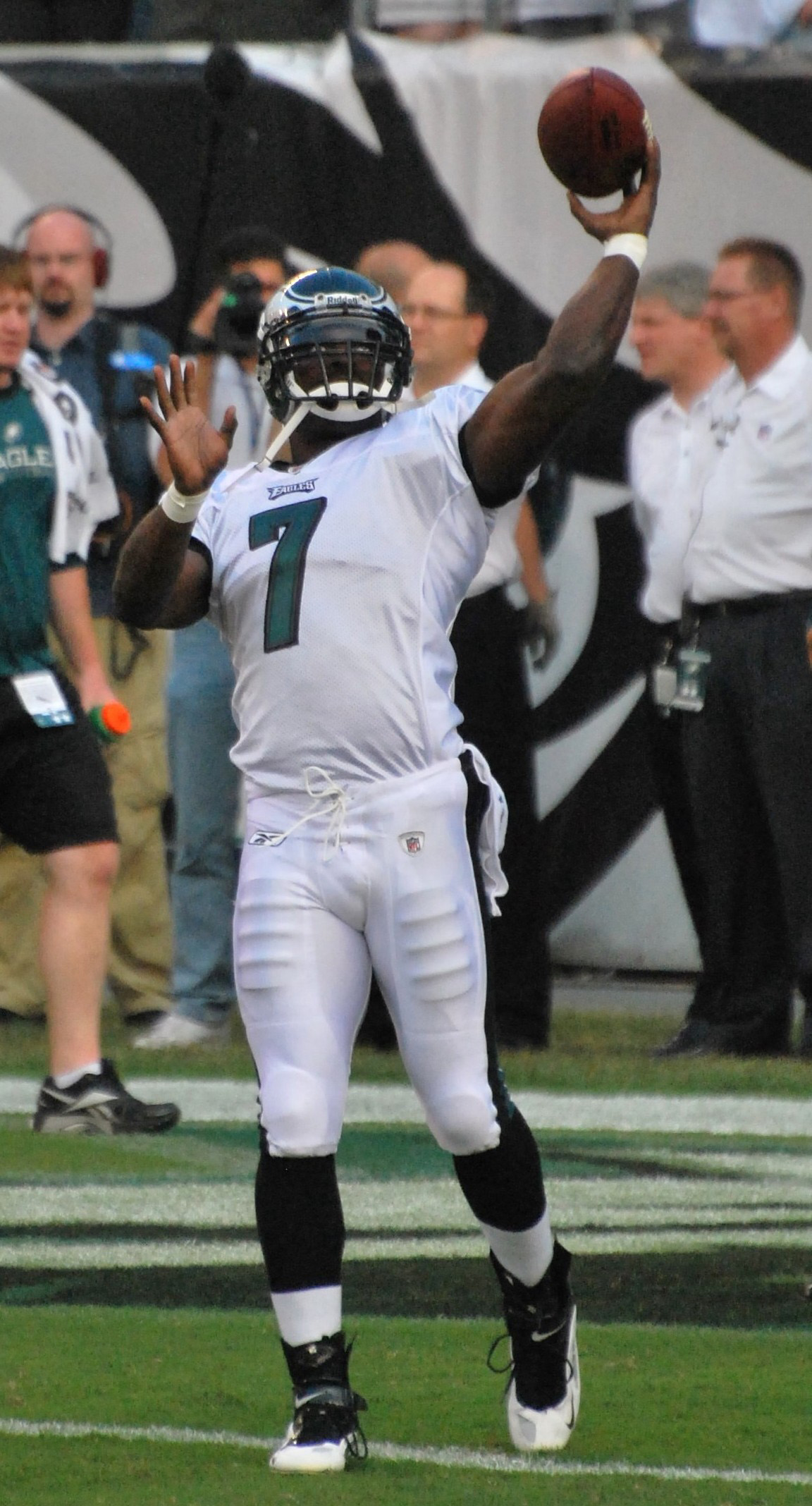
فيك يتدرب مع فريق فيلادلفيا إيجلز في سبتمبر 2009

بعد إطلاق سراحه من السجن، تم تدريب فيك على يد مدرب فريق إنديانابوليس كولتس السابق توني دونجي [الإنجليزية]. وكان احتمال عودته إلى كرة القدم الاحترافية موضع تكهنات كثيرة مع استمرار إيقافه وسجنه. في عام 2007، قال جون كلايتون من شبكة إي إس بي إن إن عدداً قليلاً من المديرين العامين كانوا في وضع قوي بما يكفي للنظر في المخاطرة بفيك، وحتى في هذه الحالة فإن معظم مالكي فرق كرة القدم الأميركية سوف يشعرون بالقلق إزاء ردود الفعل العنيفة من المشجعين ووسائل الإعلام. وقال أيضا إنه لا توجد فرصة لإحياء مسيرة فيك في الدوري الكندي لكرة القدم. وبعد الغضب الذي أثير في عام 2007 بسبب لعب ريكي ويليامز هناك أثناء قضائه عقوبة الإيقاف، حظرت رابطة كرة القدم الكندية اللاعبين الموقوفين حاليا من قبل اتحاد كرة القدم الأميركية. على أية حال، قال كلايتون إنه سيكون من المستحيل تقريبا بالنسبة للمجرم المدان أن يحصل على تأشيرة عمل كندية. ومع ذلك، فقد اعتقد أن فيك سيكون «لا يمكن إيقافه» إذا قرر اللعب في الدوري الوطني لكرة القدم الأمريكية.

#### موسم 2009
وقع فيك عقدًا لمدة عام واحد مع فريق فيلادلفيا إيجلز في 13 أغسطس 2009. وكان العقد بقيمة 1.6 مليون دولار، دون ضمان أي أموال. وكان يتضمن خيارًا للفريق لموسم 2010 بقيمة 5 ملايين دولار. تم السماح لفيك بالمشاركة في جميع تدريبات الفريق واجتماعاته بالإضافة إلى آخر مباراتين للفريق قبل بداية الموسم. كان مؤهلاً للعب في الأسبوع الثالث من الموسم العادي. صرح لاعب الوسط الأساسي دونوفان ماكناب [الإنجليزية] للصحفيين بأنه أعطى المدرب آندي ريد فكرة التوقيع مع فيك.
تم تفعيل فيك في القائمة المكونة من 53 لاعبًا في منتصف سبتمبر ولعب بشكل متقطع لبقية الموسم كبديل لماكناب. في الأسبوع 13 ضد فريق أتلانتا فالكونز، ألقى فيك الكرة وركض ليسجل هدفًا، وكانت هذه أول أهدافه منذ ديسمبر 2006. تم التصويت لفيك من قبل زملائه في الفريق باعتباره الفائز بجائزة إيد بلوك للشجاعة [الإنجليزية] في ديسمبر. تُكرم هذه الجائزة اللاعبين الذين «يجسدون الالتزام بمبادئ الروح الرياضية والشجاعة». «إنه يعني الكثير بالنسبة لي»، قال فيك في ذلك الوقت. تم اختياري بالإجماع من قبل زملائي في الفريق. إنهم يعرفون ما مررت به. لقد مررت بالكثير. كان من الرائع العودة والحصول على فرصة اللعب مع مجموعة رائعة من اللاعبين. أنا سعيد للغاية بذلك وأستمتع بكل يوم. أنهى فريق إيجلز الموسم بسجل 11 فوزًا و5 هزائم، وتأهل إلى التصفيات. في مباراة الفريق في الجولة البرية من إن إف سي ضد فريق دالاس كاوبويز في 9 يناير 2010، ألقى فيك أطول تمريرة هبوط في مسيرته إلى المبتدئ جيريمي ماكلين ليحقق هبوطًا بمسافة 76 ياردة. خسر فريق إيجلز المباراة بنتيجة 34–14.

#### موسم 2010
أطلق ريد على دونوفان ماكناب اسم البادئ في فريق إيجلز لموسم 2010، ولكن تم تداول ماكناب مع فريق واشنطن ريدسكينز وتم تسمية كيفن كولب البادئ. ورغم تراجعه إلى دور اللاعب الثاني، قال فيك إنه يعلم أنه لا يزال قادرا على اللعب على مستوى عال. عندما سُئل عما إذا كان يرغب في أن يكمل فريق إيجلز العام الثاني من عقده، قال: «أتمنى ذلك... أشعر أنني ربما أفضل مما كنت عليه في مسيرتي المهنية، فيما يتعلق بالجانب الذهني للعبة.» فعّل فريق إيجلز خياره لعام 2010 في مارس، وحصل فيك على مكافأة قدرها 1.5 مليون دولار.
قام ريد بتسمية فيك كلاعب الوسط الأساسي لفريق إيجلز في 21 سبتمبر بعد أن أصيب كولب بارتجاج في المخ، وقد قدم فيك أداءً جيدًا بدلاً منه. في مباراته الثانية كلاعب أساسي في فريق إيجلز ضد فريق جاكسونفيل جاغوارز، قاد فيك فريق إيجلز إلى فوز بنتيجة 28–3، حيث ألقى مسافة 291 ياردة وثلاثة هبوطات واندفع نحو هبوط آخر. تم اختياره كأفضل لاعب هجومي في إن إف سي لشهر سبتمبر. تعرض فيك لإصابة في غضروف الضلع في مباراة الأسبوع الرابع ضد واشنطن، وتم استبداله بكولب. لقد مر فيك بـ 49 عامًا ياردات مع ثلاث حملات لـ 17 ياردات في المباراة قبل الإصابة.
في مباراة كرة القدم ليلة الإثنين [الإنجليزية] في الأسبوع العاشر ضد فريق واشنطن ريدسكينز في 14 نوفمبر، مرر فيك مسافة 333 ياردة وأربعة هبوطات، بينما اندفع لمسافة 80 ياردة وهبوطين آخرين. ألقى فيك تمريرة لمسافة 88 ياردة إلى ديشون جاكسون [الإنجليزية] في أول لعبة من المباراة، وواصل المساعدة في قيادة إيجلز إلى فوز 59–28. تم تسمية فيك كأفضل لاعب هجومي في إن إف سي لهذا الأسبوع بعد أدائه، وطلبت قاعة مشاهير كرة القدم للمحترفين عرض قميصه بعد أن أصبح أول لاعب يمرر ثلاث تمريرات هبوطية ويسرع بهدفين في النصف الأول من المباراة. وفي مباراة [الإنجليزية] لاحقة في الموسم ضد نيويورك جاينتس، قاد فيك هجوما في الربع الرابع ليمحو عجزا بلغ 21 نقطة. سجل ثلاثة أهداف ليعادل النتيجة قبل أقل من دقيقتين من نهاية المباراة. أعاد دي شون جاكسون الركلة الأخيرة للعمالقة في المباراة ليحقق هدفًا ويفوز بالمباراة لصالح إيجلز مع انتهاء الوقت. حصل فيك على جائزة أفضل لاعب هجومي في الأسبوع في إن إف سي عن مباراته ضد العمالقة. أنهى فيك الموسم برصيد 3018 ياردة تمرير، و21 هبوطًا، و6 اعتراضات مع تصنيف تمريرة بلغ 100.2. لقد حمل الكرة 100 مرة لمسافة 676 ياردة وسجل تسعة أهداف. أنهى فريق فيلادلفيا موسم 2010 بسجل 10–6 ووصل إلى التصفيات النهائية، لكنه خسر أمام بطل السوبر بول إكس إل في فريق جرين باي باكرز بنتيجة 21–16 في الجولة البرية.
شارك فيك في مباراة برو بول الرابعة له بعد الموسم وتم تعيينه كلاعب الوسط الأساسي لفريق إيجلز. أطلقت عليه وكالة أسوشيتد برس ومجلة سبورتنج نيوز لقب أفضل لاعب عائد في الدوري الوطني لكرة القدم الأمريكية لهذا العام. كما فاز بجائزة بيرت بيل [الإنجليزية] في 4 مارس 2011. احتل فيك المركز الثاني في جائزة أفضل لاعب هجومي في الدوري الوطني لكرة القدم الأمريكية بحصوله على 11 صوتًا للمركز الأول، كما تم منح جائزة أفضل لاعب في الدوري الوطني لكرة القدم الأمريكية إلى توم برادي الذي فاز بها بالإجماع. في أوائل عام 2011، وضع فريق إيجلز علامة الامتياز [الإنجليزية] الخاصة به على فيك. وقد وقع على العطاء لمدة عام واحد في 2 مارس. في 29 أغسطس، أعلن فيك وإيجلز أنهما اتفقا على عقد مدته 6 سنوات بقيمة 100 مليون دولار مع ما يقرب من 40 مليون دولار من الأموال المضمونة. تم تصنيف فيك في المركز العشرين من قبل زملائه اللاعبين في قائمة أفضل 100 لاعب في الدوري الوطني لكرة القدم الأمريكية لعام 2011.

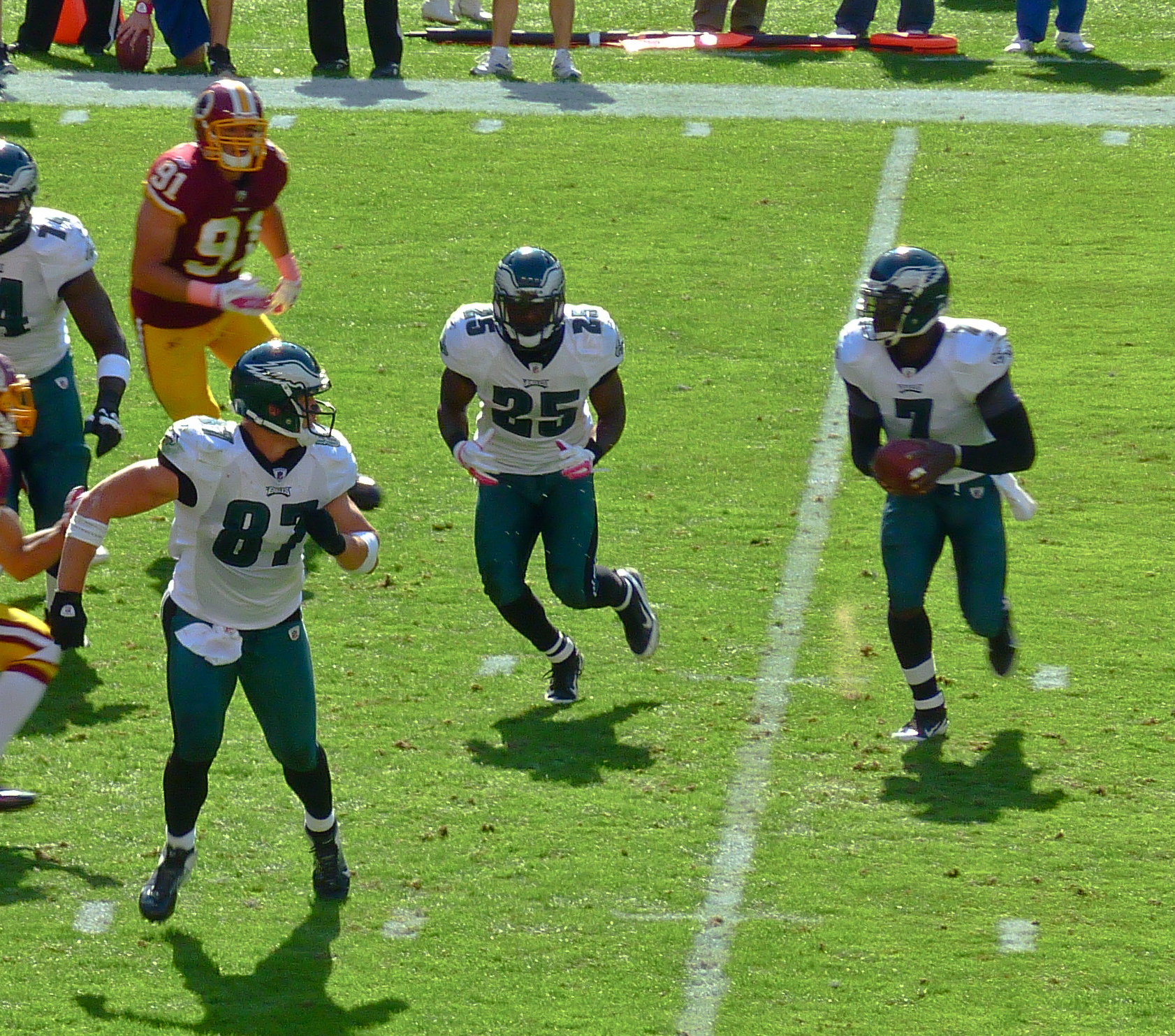
فيك في مباراة ضد واشنطن ريدسكينز في 16 أكتوبر 2011

#### موسم 2011
في الأسبوع الرابع، ضد فريق سان فرانسيسكو 49 إيرز، كان لدى فيك 416 ياردة تمرير، وهبوطين في التمرير، واعتراض واحد بالإضافة إلى ثماني حملات لمسافة 75 ياردة سريعة. كانت المباراة النهائية للموسم فوزًا بنتيجة 34–10 في 1 يناير 2012، على أرض الفريق ضد واشنطن. أتم فيك 24 تمريرة من أصل 39 تمريرة لمسافة 335 ياردة وثلاثة هبوطات. في موسم 2011، ظهر فيك وبدأ 13 مباراة. أنهى الموسم برصيد 3303 ياردة تمرير، و18 هبوطًا للتمرير، و14 اعتراضًا بالإضافة إلى 76 حملًا للكرة لمسافة 589 ياردة اندفاعًا وهبوطًا واحدًا للاندفاع. بقيادة فيك، أنهى فيلادلفيا موسم 2011 بسجل 8–8. بدأ الفريق بسجل 4–8 قبل أن يفوز بأربع مباريات متتالية لإنهاء الموسم.

#### موسم 2012
دخل فيك إلى الأسبوع الأول من موسم 2012 باعتباره البادئ، على الرغم من الأداء القوي من المبتدئ نيك فولز في فترة ما قبل الموسم. قاد فيك فريق إيجلز إلى الفوز بنتيجة 17–16 في الأسبوع الأول ضد فريق كليفلاند براونز على الرغم من قيامه بأربع اعتراضات. فاز فريق إيجلز في المباراة التالية ضد فريق بالتيمور رافينز، لكنه خسر بنتيجة 27–6 في الأسبوع الثالث من الموسم أمام فريق أريزونا كاردينالز. في مواجهة زميله السابق كيفن كولب، أكمل فيك 17 تمريرة فقط من أصل 37 تمريرة دون أي هبوط واثنين من الكرات المفقودة. واصل فريق إيجلز الفوز على فريق نيويورك جاينتس، لكنه خسر بعد ذلك ثلاث مباريات متتالية. بعد الخسارة الثالثة أمام فريق أتلانتا فالكونز في 28 أكتوبر، تزايدت الدعوات إلى استبدال المدرب آندي ريد بـ فيك بفولز. رفض ريد القيام بهذه الخطوة.

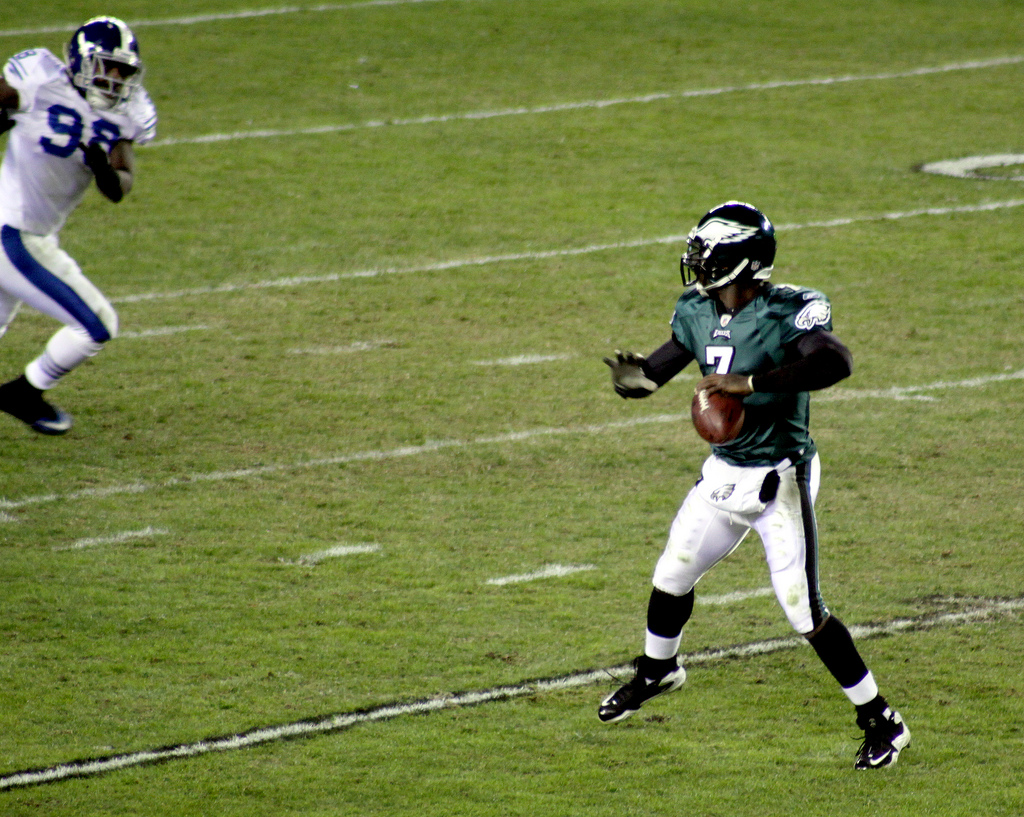
فيك خلال مباراة عام 2010 ضد فريق إنديانابوليس كولتس

خسر فريق إيجلز مباراة أخرى أمام فريق نيو أورليانز ساينتس، وظل فيك هو لاعب الوسط الأساسي في مباراة الأسبوع العاشر ضد فريق دالاس كاوبويز. أصيب فيك في تلك المباراة التي خسرها فريق إيجلز، وتم استبداله بفولز. في 3 ديسمبر، بعد أن كان فيك قد أصبح خارج الملعب لمدة ثلاثة أسابيع، قام ريد رسميًا بتسمية فولز كلاعب أساسي لبقية الموسم. بعد إصابة فولز في الأسبوع 16، تم تعيين فيك كلاعب أساسي في المباراة النهائية للموسم ضد العمالقة في نيويورك. أكمل فيك 19 محاولة من أصل 35 محاولة لمسافة 197 ياردة، وحقق هدفًا، واعتراضًا، كما ركض خمس مرات لمسافة 25 ياردة. ومع ذلك، خسر فريق إيجلز المباراة بنتيجة 42–7، لينهي الموسم بسجل 1–5 في القسم و4–12 في المجموع.

#### موسم 2013
في 11 فبراير 2013، اتفق فريق إيجلز وفيك على عقد معاد هيكلته لمدة عام بقيمة تصل إلى 10 ملايين دولار. وأعلن المدرب الجديد تشيب كيلي أن فيك وفولز والوافد الجديد مات باركلي سوف يتنافسون على وظيفة البداية. بعد موسم تحضيري رائع، تمكن فيك من استعادة وظيفته الأساسية من فولز، الذي تم تعيينه كبديل لفيك.
بدأ فيك بشكل جيد، حيث فاز في أول مباراة له ضد واشنطن وألقى أول مباراة له بمسافة 400 ياردة في مسيرته في خسارة قريبة أمام سان دييغو تشارجرز، مع أربع تمريرات هبوطية، واثنين من الهبوطات السريعة، وعدم وجود اعتراضات في مباراتين متتاليتين. بعد ذلك، عانى فيك من خسائر أمام كانساس سيتي تشيفز ودينفر برونكوس، حيث ألقى تمريرة هبوطية واحدة وثلاث اعتراضات في تلك الفترة (تم إلقاء الثلاثة جميعها ضد كانساس سيتي). في مباراة ضد فريق نيويورك جاينتس، كان فيك 6 من 14 لمسافة 105 ياردة، عندما تعرض لإصابة في أوتار الركبة. لعب نيك فولز بشكل رائع في مكانه، حيث حقق 8 انتصارات وتعادلين كلاعب أساسي، بينما سجل 27 هدفًا واعتراضين فقط مع تصنيف تمرير بلغ 119.0. لم يشارك فيك إلا مرة واحدة في مباراة خسرها الفريق بنتيجة 15–7 أمام فريق نيويورك جاينتس، حيث نجح في إتمام 6 من 9 محاولات لمسافة 30 ياردة واعتراض تمريرة، لكنه تعرض لإصابة أخرى، هذه المرة في عضلات الفخذ الرباعية، وتم استبداله باللاعب الجديد مات باركلي، الذي لعب بشكل أسوأ. عاد فولز في الأسبوع التالي، وقضى فيك بقية الموسم كلاعب احتياطي، ولم يظهر إلا مرة واحدة أخرى في فوز ساحق على شيكاغو بيرز.

### نيويورك جيتس
وقّع فيك عقدًا لمدة عام بقيمة 5 ملايين دولار مع فريق نيويورك جيتس في 21 مارس 2014، وهو نفس اليوم الذي أطلق فيه جيتس سراح مارك سانشيز. وقَّع النسور مع سانشيز بعد أسبوع واحد.
اختار فيك ارتداء الرقم 8 تكريمًا لستيف يونج، على الرغم من أنه قرر بعد عدة أيام تغييره إلى الرقم 1، حيث كان الرقم 7 قد أخذه بالفعل جينو سميث. أصبح فيك أول لاعب وسط في تاريخ الفريق يرتدي هذا الرقم. خلال الأسبوع الخامس ضد فريق سان دييغو تشارجرز، جاء فيك ليحل محل جينو سميث المتعثر بعد نهاية الشوط الأول وأنهى المباراة برصيد 47 ياردة تمريرية حيث تم إغلاق فريق نيويورك جيتس على يد فريق تشارجرز بنتيجة 31–0. بعد سبع خسائر متتالية، عين ريكس رايان فيك كلاعب أساسي بدلاً من سميث في مباراة الأسبوع التاسع ضد كانساس سيتي تشيفز. أصبح فيك أول لاعب وسط يصل إلى 6000 ياردة سريعة خلال الأسبوع العاشر في الفوز 20–13 على فريق بيتسبرغ ستيلرز، والتي كانت واحدة من ثلاث مباريات بدأها فيك في الموسم.

### بيتسبرغ ستيلرز
في 25 أغسطس 2015، وقع فيك عقدًا لمدة عام واحد مع فريق بيتسبرغ ستيلرز بقيمة 970 ألف دولار.
تسبب توقيعه من قبل فريق ستيلرز في ردود فعل عنيفة على وسائل التواصل الاجتماعي من قبل العديد من المشجعين، حيث قال البعض إنهم لن يدعموا الفريق مرة أخرى أبدًا. أولئك الذين دعموا أو كانوا غير مبالين بالتوقيع أطلقوا على هؤلاء المشجعين اسم مشجعي الطقس الجيد، وذكروا أيضًا أن فريق ستيلرز لديه العديد من اللاعبين ذوي الماضي المشكوك فيه، وأبرزهم بن رويثليسبرجر وجيمس هاريسون. أطلقت رابطة إنقاذ الحيوانات في غرب بنسلفانيا سخرية خفية من الفريق على تويتر قائلة إنهم أصبحوا الآن أكثر فخرًا بدعم فريق بيتسبرغ بنغوينز، ثم نقلوا بعد ذلك حدثًا لجمع التبرعات قادمًا من ملعب هاينز إلى مركز كونسول للطاقة. دافع رئيس فريق ستيلرز آرت روني الثاني عن توقيع فيك على قناة كيه دي كيه إيه-تي في [الإنجليزية]، قائلاً إنهم شعروا بأن فيك أثبت نفسه منذ إطلاق سراحه من السجن. كان فريق ستيلرز قد فكر في التعاقد مع فيك في عام 2009 – حيث كان كل من فيك ومدرب ستيلرز الرئيسي مايك توملين [الإنجليزية] من نفس الجزء من فيرجينيا [الإنجليزية] ويعرفان بعضهما البعض جيدًا على المستوى الشخصي – لكنه قرر عدم القيام بذلك بسبب رد الفعل العنيف المحتمل حيث لم يثبت فيك نفسه في ذلك الوقت بعد إطلاق سراحه من السجن.
في الأسبوع الثالث، دخل فيك إلى الملعب ضد فريق سانت لويس رامز بعد تعرض روثليسبيرجر لإصابة في الركبة أبعدته عن الملاعب لمدة تتراوح بين 4 إلى 6 أسابيع. في خمسة أسابيع، سجل فيك 40 من 66 مع هدفين واعتراض واحد، كما اندفع لمسافة 99 ياردة في 20 محاولة. تعرض فيك لإصابة في أوتار الركبة خلال الفوز على أريزونا كاردينالز وتم استبداله بلاندري جونز. غاب فيك عن ست مباريات، وعاد روثليسبيرجر في النهاية إلى دوره الأساسي. سيكون فيك غير نشط في بقية الموسم، مما دفع بعض المعلقين الرياضيين إلى التكهن بأن مسيرة فيك في اللعب ربما تكون قد انتهت.

### الاعتزال
في عام 2016، أعلن فيك أنه سيلعب موسمًا إضافيًا في الدوري الوطني لكرة القدم الأمريكية. ومع ذلك، بعد عدم توقيعه أي عقد مع أي فريق طوال الموسم، أعلن رسميًا اعتزاله كرة القدم الاحترافية في 3 فبراير 2017. في 12 يونيو 2017، تقاعد فيك من اللعب مع فريق أتلانتا فالكون.

### مسيرة ما بعد الدوري الوطني لكرة القدم الأمريكية
في 28 يونيو 2017، بدأ فيك المشاركة في الدوري الوطني لكرة القدم الأمريكية الذي تم تشكيله حديثًا، حيث عمل كقائد لفريق فيك. في العام التالي، أصبح قائدًا لفريق رودرنرز، الذي خسر في النهاية أمام فريق تشاد جونسون في نصف نهائي إيه إف إف إل بنتيجة 26–13.

## إحصائيات مسيرته في الدوري الوطني لكرة القدم الأمريكية
| المفتاج | المفتاج         |
| ------- | --------------- |
| غامق    | أعلى مستوى مهني |

### الموسم العادي
| العام             | الفريق                    | المباريات    | المباريات    | المباريات    | التمرير      | التمرير      | التمرير      | التمرير      | التمرير      | التمرير      | التمرير      | التمرير      | الاندفاع     | الاندفاع     | الاندفاع     | الاندفاع     | الإسقاط      | الإسقاط      | التعثرات     | التعثرات     |
| العام             | الفريق                    | لعب          | م أ          | سجل          | ت م          | م ت          | إ%           | ي ت          | متوسط        | ت هـ         | اع           | ت ت          | م ا          | ي ا          | ي م ا        | هـ س         | أ إ          | ي م ب إ      | ك م          | خسر          |
| ----------------- | ------------------------- | ------------ | ------------ | ------------ | ------------ | ------------ | ------------ | ------------ | ------------ | ------------ | ------------ | ------------ | ------------ | ------------ | ------------ | ------------ | ------------ | ------------ | ------------ | ------------ |
| 2001 [الإنجليزية] | أتلانتا [الإنجليزية]      | 8            | 2            | 1–1          | 50           | 113          | 44.2         | 785          | 6.9          | 2            | 3            | 62.7         | 31           | 289          | 9.3          | 1            | 21           | 113          | 6            | 5            |
| 2002 [الإنجليزية] | أتلانتا [الإنجليزية]      | 15           | 15           | 8–6–1        | 231          | 421          | 54.9         | 2،936        | 7.0          | 16           | 8            | 81.6         | 113          | 777          | 6.9          | 8            | 33           | 206          | 9            | 4            |
| 2003 [الإنجليزية] | أتلانتا [الإنجليزية]      | 5            | 4            | 3–1          | 50           | 100          | 50.0         | 585          | 5.9          | 4            | 3            | 69.0         | 40           | 255          | 6.4          | 1            | 9            | 64           | 4            | 1            |
| 2004 [الإنجليزية] | أتلانتا [الإنجليزية]      | 15           | 15           | 11–4         | 181          | 321          | 56.4         | 2،313        | 7.2          | 14           | 12           | 78.1         | 120          | 902          | 7.5          | 3            | 46           | 266          | 16           | 7            |
| 2005 [الإنجليزية] | أتلانتا [الإنجليزية]      | 15           | 15           | 8–7          | 214          | 387          | 55.3         | 2،412        | 6.2          | 15           | 13           | 73.1         | 102          | 597          | 5.9          | 6            | 33           | 201          | 11           | 5            |
| 2006 [الإنجليزية] | أتلانتا [الإنجليزية]      | 16           | 16           | 7–9          | 204          | 388          | 52.6         | 2،474        | 6.4          | 20           | 13           | 75.7         | 123          | 1،039        | 8.4          | 2            | 45           | 303          | 9            | 3            |
| 2007 [الإنجليزية] | أتلانتا [الإنجليزية]      | معلق / محبوس | معلق / محبوس | معلق / محبوس | معلق / محبوس | معلق / محبوس | معلق / محبوس | معلق / محبوس | معلق / محبوس | معلق / محبوس | معلق / محبوس | معلق / محبوس | معلق / محبوس | معلق / محبوس | معلق / محبوس | معلق / محبوس | معلق / محبوس | معلق / محبوس | معلق / محبوس | معلق / محبوس |
| 2008 [الإنجليزية] | أتلانتا [الإنجليزية]      | معلق / محبوس | معلق / محبوس | معلق / محبوس | معلق / محبوس | معلق / محبوس | معلق / محبوس | معلق / محبوس | معلق / محبوس | معلق / محبوس | معلق / محبوس | معلق / محبوس | معلق / محبوس | معلق / محبوس | معلق / محبوس | معلق / محبوس | معلق / محبوس | معلق / محبوس | معلق / محبوس | معلق / محبوس |
| 2009 [الإنجليزية] | فيلادلفيا [الإنجليزية]    | 12           | 1            | —            | 6            | 13           | 46.2         | 86           | 6.6          | 1            | 0            | 93.7         | 24           | 95           | 4.0          | 2            | 0            | 0            | 0            | 0            |
| 2010 [الإنجليزية] | فيلادلفيا [الإنجليزية]    | 12           | 12           | 8–3          | 233          | 372          | 62.6         | 3،018        | 8.1          | 21           | 6            | 100.2        | 100          | 676          | 6.8          | 9            | 34           | 210          | 11           | 3            |
| 2011 [الإنجليزية] | فيلادلفيا [الإنجليزية]    | 13           | 13           | 7–6          | 253          | 423          | 59.8         | 3،303        | 7.8          | 18           | 14           | 84.9         | 76           | 589          | 7.8          | 1            | 23           | 126          | 10           | 4            |
| 2012 [الإنجليزية] | فيلادلفيا [الإنجليزية]    | 10           | 10           | 3–7          | 204          | 351          | 58.1         | 2،362        | 6.7          | 12           | 10           | 78.1         | 62           | 332          | 5.4          | 1            | 28           | 153          | 11           | 5            |
| 2013 [الإنجليزية] | فيلادلفيا [الإنجليزية]    | 7            | 6            | 2–4          | 77           | 141          | 54.6         | 1،215        | 8.6          | 5            | 3            | 86.5         | 36           | 306          | 8.5          | 2            | 15           | 99           | 4            | 2            |
| 2014 [الإنجليزية] | نيويورك جيتس [الإنجليزية] | 10           | 3            | 1–2          | 64           | 121          | 52.9         | 604          | 5.0          | 3            | 2            | 68.3         | 26           | 153          | 5.9          | 0            | 19           | 85           | 5            | 2            |
| 2015 [الإنجليزية] | بيتسبرغ [الإنجليزية]      | 5            | 3            | 2–1          | 40           | 66           | 60.6         | 371          | 5.6          | 2            | 1            | 79.8         | 20           | 99           | 5.0          | 0            | 10           | 53           | 2            | 0            |
| المجموع           | المجموع                   | 143          | 115          | 61–51–1      | 1،807        | 3،217        | 56.2         | 22،464       | 7.0          | 133          | 88           | 80.4         | 873          | 6،109        | 7.0          | 36           | 316          | 1،879        | 98           | 41           |

### التصفيات
| العام             | الفريق                 | المباريات    | المباريات    | المباريات    | التمرير      | التمرير      | التمرير      | التمرير      | التمرير      | التمرير      | التمرير      | التمرير      | الاندفاع     | الاندفاع     | الاندفاع     | الاندفاع     | الإسقاط      | الإسقاط      | التعثرات     | التعثرات     |
| العام             | الفريق                 | لعب          | م أ          | سجل          | ت م          | م ت          | إ%           | ي ت          | متوسط        | ت هـ         | اع           | ت ت          | م ا          | ي ا          | ي م ا        | هـ س         | أ إ          | ي م ب إ      | ك م          | خسر          |
| ----------------- | ---------------------- | ------------ | ------------ | ------------ | ------------ | ------------ | ------------ | ------------ | ------------ | ------------ | ------------ | ------------ | ------------ | ------------ | ------------ | ------------ | ------------ | ------------ | ------------ | ------------ |
| 2002 [الإنجليزية] | أتلانتا [الإنجليزية]   | 2            | 2            | 1–1          | 35           | 63           | 55.6         | 391          | 6.2          | 1            | 2            | 66.3         | 16           | 94           | 5.9          | 0            | 3            | 27           | 1            | 0            |
| 2004 [الإنجليزية] | أتلانتا [الإنجليزية]   | 2            | 2            | 1–1          | 23           | 40           | 57.5         | 218          | 5.5          | 2            | 1            | 79.0         | 12           | 145          | 12.1         | 0            | 5            | 47           | 2            | 1            |
| 2008 [الإنجليزية] | أتلانتا [الإنجليزية]   | معلق / محبوس | معلق / محبوس | معلق / محبوس | معلق / محبوس | معلق / محبوس | معلق / محبوس | معلق / محبوس | معلق / محبوس | معلق / محبوس | معلق / محبوس | معلق / محبوس | معلق / محبوس | معلق / محبوس | معلق / محبوس | معلق / محبوس | معلق / محبوس | معلق / محبوس | معلق / محبوس | معلق / محبوس |
| 2009 [الإنجليزية] | فيلادلفيا [الإنجليزية] | 1            | 0            | —            | 1            | 2            | 50.0         | 76           | 38.0         | 1            | 0            | 135.4        | 1            | 0            | 0.0          | 0            | 0            | 0            | 1            | 1            |
| 2010 [الإنجليزية] | فيلادلفيا [الإنجليزية] | 1            | 1            | 0–1          | 20           | 36           | 55.6         | 292          | 8.1          | 1            | 1            | 79.9         | 8            | 32           | 4.0          | 1            | 3            | 21           | 0            | 0            |
| 2013 [الإنجليزية] | فيلادلفيا [الإنجليزية] | لم يلعب      | لم يلعب      | لم يلعب      | لم يلعب      | لم يلعب      | لم يلعب      | لم يلعب      | لم يلعب      | لم يلعب      | لم يلعب      | لم يلعب      | لم يلعب      | لم يلعب      | لم يلعب      | لم يلعب      | لم يلعب      | لم يلعب      | لم يلعب      | لم يلعب      |
| 2015 [الإنجليزية] | بيتسبرغ [الإنجليزية]   | لم يلعب      | لم يلعب      | لم يلعب      | لم يلعب      | لم يلعب      | لم يلعب      | لم يلعب      | لم يلعب      | لم يلعب      | لم يلعب      | لم يلعب      | لم يلعب      | لم يلعب      | لم يلعب      | لم يلعب      | لم يلعب      | لم يلعب      | لم يلعب      | لم يلعب      |
| المجموع           | المجموع                | 6            | 5            | 2–3          | 79           | 141          | 56.0         | 977          | 6.9          | 5            | 4            | 77.6         | 37           | 271          | 7.3          | 1            | 11           | 95           | 4            | 2            |

## مسيرة التدريب

### البداية
خلال معسكر التدريب لعام 2017، انضم فيك إلى مدربه السابق آندي ريد كمتدرب تدريب مع فريق كانساس سيتي تشيفز بعد أن أبدى اهتمامه السابق بالتدريب. بعد أن أنهى فريق Chiefs معسكر التدريب لعام 2017، أصبح محلل الدوري الوطني لكرة القدم الأمريكية في انطلاق بطولة فوكس [الإنجليزية] إن إف إل ‏ على فوكس سبورتس 1.

### أساطير أتلانتا
في 25 أبريل 2018، تم تعيين فيك كمنسق هجومي لفريق أتلانتا ليجندز ‏ التابع لاتحاد كرة القدم الأمريكية [الإنجليزية]. قال فيك، متحدثًا عن تجربته كمدرب: «لم أكن أتوقع يومًا أن أكون مدربًا، ولكن عند الحديث عن كرة القدم في فوكس، أشعر بحماس كبير وكأنني أعود للعب مجددًا. لكن الأمر لا يزال لا يؤثر على الأفراد. عندما سنحت لي الفرصة، شعرت أنني قادر على إحداث فرق حقيقي ورد الجميل لكرة القدم... عندما علمت أنها في أتلانتا، شعرتُ أنها كانت ضربة موجعة.» قبل بداية الموسم بفترة وجيزة، أعلن المدرب الرئيسي كيفن كويل أن فيك لن يعمل كمنسق هجومي، لكنه سيظل مع الفريق كمستشار.

### نورفولك ستيت
في 20 ديسمبر 2024، تم تعيين فيك مدربًا رئيسيًا لكرة القدم التاسع عشر في جامعة ولاية نورفولك.

## سجل التدريب الرئيسي
| نورفولك ستيت سبارتانز [الإنجليزية] (المؤتمر الرياضي للشرق الأوسط [الإنجليزية]) (2025–present) |                           |     |     |  |  |  |  |  |  |
| 2025 [الإنجليزية]                                                                             | نورفولك ستيت [الإنجليزية] | 0–0 | 0–0 |  |  |  |  |  |  |
| نورفولك ستيت:                                                                                 | نورفولك ستيت:             | 0–0 | 0–0 |  |  |  |  |  |  |
| المجموع:                                                                                      | المجموع:                  | 0–0 |     |  |  |  |  |  |  |

## القضايا القانونية

### الخلافات المبكرة
بين اختياره من قبل فريق أتلانتا فالكونز في مشروع اتحاد كرة القدم الأميركي لعام 2001 وأوائل عام 2007، يُزعم أن فيك متورط في العديد من الحوادث:
- في أوائل عام 2004، أُلقي القبض على رجلين في ولاية فرجينيا بتهمة توزيع الماريجوانا. كانت الشاحنة التي كانا يقودانها مسجلة باسم فيك. صرّح مدرب فريق فالكونز، دان ريفيس، بأنه حاضر فيك آنذاك حول أهمية السمعة الطيبة، واختيار الأصدقاء المناسبين، والابتعاد عن المشاكل من أجل مصلحة فريقه.[173]
- في 10 أكتوبر/تشرين الأول 2004، كان فيك وأعضاء آخرون من حاشيته، بمن فيهم الموظف كوانيس فيليبس، في مطار هارتسفيلد الدولي بأتلانتا في طريقهم للصعود على متن طائرة تابعة لشركة إيرتران. وأثناء مرورهم بنقطة تفتيش أمنية، التقطت كاميرا أمنية فيليبس وتود هاريس وهما يسرقان ساعةً باهظة الثمن تخص ألفين سبنسر، وهو فاحص أمني.[174] بعد مشاهدة السرقة على شريط فيديو، قدّم سبنسر بلاغًا للشرطة. زعم أن بيلي جونسون، المعروف باسم «الوسيط» لفريق فالكونز، تدخل في التحقيق.[173] ورغم رفض ممثلي فيك السماح له بالحضور للتحقيق معه في شرطة أتلانتا، استعاد سبنسر الساعة بعد ستة أيام.[174]
- في مارس 2005، رفعت سونيا إليوت دعوى مدنية ضد فيك، زاعمةً أنها أصيبت بالهربس التناسلي منه في خريف عام 2002، وأنه لم يُبلغها بإصابته بالمرض.[175] كما زعمت إليوت أن فيك زار عيادات تحت اسم مستعار «رون مكسيكو» لتلقي العلاج، وبالتالي كان على علم بحالته. في 24 أبريل 2006، كشف محامي فيك، لورانس وودوارد، أن الدعوى قد سُوّيت خارج المحكمة بشروط غير مُعلنة.[176] اشترى العديد من المشجعين قمصانًا مُخصصة من موقع NFL.com تحمل رقم فيك 7 واسم «المكسيك» على ظهرها. حظرت رابطة كرة القدم الأمريكية لاحقًا تخصيص القمصان التي تحمل اسم المكسيك.[177]
- بعد خسارة فريقه أمام نيو أورليانز سينتس في 26 نوفمبر 2006، في ملعب جورجيا دوم، قام فيك بإشارة بذيئة تجاه الجماهير، ردًا واضحًا على صيحات الاستهجان، رافعًا كلتا يديه بإصبعه الأوسط. غُرِّم 10،000 دولار أمريكي من قِبل اتحاد كرة القدم الأميركي، ووافق على التبرع بـ 10،000 دولار أخرى للأعمال الخيرية.[178]
- سلّم فيك زجاجة ماء تحتوي على حجرة مخفية لأفراد الأمن في مطار ميامي الدولي في 17 يناير/كانون الثاني 2007. وقالت الشرطة: «كان الحجرة مخفية بملصق الزجاجة، مما جعلها تبدو وكأنها زجاجة ماء ممتلئة عند رفعها بشكل مستقيم». وأشارت نتائج الفحوصات إلى عدم وجود أي مواد غير قانونية في زجاجة الماء، وبُرِّئ فيك من أي مخالفة.[179] وأعلن فيك أن زجاجة الماء كانت صندوقًا لتخزين المجوهرات، وأن المادة المعنية كانت مجوهرات.[180]
- في 24 أبريل 2007، كان من المقرر أن يضغط فيك على الكونجرس الأمريكي، على أمل إقناع المشرعين بزيادة تمويل برامج ما بعد المدرسة. لكن فيك فاتته رحلة ربط في أتلانتا يوم الاثنين إلى مطار ريغان الوطني في أرلينغتون، فرجينيا. ولم يحضر مقعدًا آخر محجوزًا له في وقت لاحق من ذلك المساء. وفي صباح الثلاثاء، لم يحضر ظهوره المقرر في إفطار الكونجرس، حيث كان من المقرر تكريمه على عمل مؤسسته في مشاريع ما بعد المدرسة في جورجيا وفرجينيا.[181] وقد تسلمت والدة فيك، بريندا، الجائزة من تحالف ما بعد المدرسة. وقعت هذه الأحداث في اليوم السابق لأمر تفتيش ممتلكات فيك، مما أدى في النهاية إلى محاكمته بتهمة ممارسة مصارعة الكلاب.
- في عام 2007، أدلى والد فيك، مايكل بودي، بتصريحات حول احتمال وقوع مصارعة كلاب عام 2001. وصرح بودي لصحيفة أتلانتا جورنال-كونستيتيوشن أنه حوالي عام 2001، كان فيك يُنظم مصارعة كلاب في مرآب منزل العائلة في نيوبورت نيوز، وظل يُقاتل الكلاب في الفناء الخلفي، بما في ذلك الكلاب المصابة التي عالجها والده حتى استعادت صحتها. وقال بودي إنه حُثّ ابنه على عدم المشاركة في هذا النشاط، لكنه استمر فيه. وقال: «هذا شأن مايك، وهو يعلم ذلك».[182] وفي غضون أيام، صرحت والدة فيك، بريندا فيك بودي، لصحيفة نيوبورت نيوز ديلي برس: «لم يكن هناك مصارعة كلاب. لم تكن هناك أقفاص».[183]

### قتال الكلاب
أدى أمر تفتيش تم تنفيذه في 25 أبريل 2007، كجزء من تحقيق في قضية مخدرات مع ابن عم فيك، دافون بودي، إلى اكتشاف أدلة على أنشطة قتال الكلاب [الإنجليزية] غير القانونية في عقار مملوك لفيك في مقاطعة سورري الريفية في جنوب شرق فيرجينيا، مع مرافق واسعة النطاق لهذا النشاط. وتزايد اهتمام وسائل الإعلام بسرعة مع قيام مسؤولي الولاية بالتحقيق، وسرعان ما انضمت إليهم السلطات الفيدرالية. ومع تقدم التحقيقات على مستوى الولاية والمستوى الفيدرالي، ظهرت تفاصيل أكثر حول حلقة قتال كلاب بين الولايات شملت المخدرات والمقامرة. وقد أثارت التفاصيل المروعة للإساءة والتعذيب وإعدام الكلاب ذات الأداء الضعيف حماس نشطاء حقوق الحيوان وتعبيرات الغضب العام. تم توجيه الاتهامات إلى فيك وعدة أشخاص آخرين بتهم جنائية على المستوى الفيدرالي وولاية فيرجينيا تتعلق بالعملية.

### الملاحقة القضائية والإدانة الفيدرالية
في يوليو 2007، تم توجيه الاتهام إلى فيك وثلاثة رجال آخرين بتهم جنائية اتحادية تتعلق بإدارة مشروع قتال كلاب غير قانوني بين الولايات [الإنجليزية] يُعرف باسم «مربى باد نيوز ‏». اتُهم فيك بتمويل العملية، والمشاركة بشكل مباشر في معارك الكلاب والإعدامات، والتعامل شخصيًا مع آلاف الدولارات في أنشطة المقامرة ذات الصلة. أشار المدعون الفيدراليون إلى أنهم ينوون المضي قدمًا بموجب أحكام قانون المنظمات المتأثرة بالابتزاز والفساد [الإنجليزية] (RICO)، وهو قانون فيدرالي للولايات المتحدة ينص على عقوبات جنائية موسعة وقضية مدنية للأفعال التي يتم تنفيذها كجزء من منظمة إجرامية مستمرة.
بحلول 20 أغسطس، وافق فيك والمتهمون الثلاثة الآخرون على صفقات إقرار ذنب منفصلة فيما يتعلق بالتهم الفيدرالية. وكان من المتوقع أن يتلقى كل منهم أحكاما بالسجن الفيدرالية تتراوح بين سنة وخمس سنوات. وبعد أربعة أيام، قدم فيك وثائق الإقرار بالذنب إلى المحكمة الفيدرالية. وقد اعترف بأنه مذنب في «التآمر للسفر عبر التجارة بين الولايات للمساعدة في أنشطة غير قانونية ورعاية كلب في مشروع قتال الحيوانات». واعترف فيك بتوفير معظم التمويل للعملية، والمشاركة بشكل مباشر في العديد من معارك الكلاب في فرجينيا، وميريلاند، وكارولاينا الشمالية، وكارولاينا الجنوبية. واعترف بأنه شارك في عائدات هذه المعارك. واعترف أيضًا أنه كان يعلم أن زملاءه قتلوا العديد من الكلاب التي لم يكن أداؤها جيدًا. واعترف فيك أيضًا بالمشاركة في قتل ما بين 6 إلى 8 كلاب، شنقًا وضربًا وغرقًا. وقد اعتُبر «الاعتداء على كلاب البيتبول وقتلها» ظرفًا مشددًا، مما سمح للمدعين العامين بتجاوز إرشادات الحكم الفيدرالية لهذه التهمة. نفى فيك وضع أي رهانات جانبية على المعارك الجوية. في 27 أغسطس، قبل قاضي المحكمة الجزئية الأمريكية هنري إي. هدسون إقرار فيك بالذنب، لكنه ذكّره بأنه (هدسون) ليس ملزمًا بقبول توصية الادعاء بتخفيف الحكم.
بينما كان حراً بكفالة، جاءت نتيجة اختبار فيك إيجابية للماريجوانا في اختبار عشوائي للمخدرات. وكان هذا انتهاكًا لشروط إطلاق سراحه أثناء انتظار النطق بالحكم في المحكمة الفيدرالية. تم تقديم عينة البول الإيجابية لفيك في 13 سبتمبر 2007، وفقًا لوثيقة قدمها ضابط المراقبة الفيدرالي في 26 سبتمبر. ونتيجة لذلك، أمر هدسون باحتجاز فيك في منزله في هامبتون بولاية فرجينيا بين الساعة العاشرة مساءً والسادسة صباحًا مع المراقبة الإلكترونية حتى موعد جلسة المحكمة في ديسمبر. أُمر بالخضوع لاختبارات عشوائية للمخدرات.
في نوفمبر/تشرين الثاني، سلم فيك نفسه مبكرًا لبدء تجميع رصيد الوقت الذي قضاه في السجن مقابل عقوبة السجن الفيدرالية المحتملة التي قد تصدر بحقه. تم احتجازه في سجن نورثرن نيك الإقليمي [الإنجليزية] في وارسو، فيرجينيا، في انتظار الحكم عليه بناءً على الإدانات الفيدرالية. في 10 ديسمبر، ظهر فيك أمام المحكمة الجزئية الأمريكية في ريتشموند للنطق بالحكم. وقال القاضي هدسون إنه «مقتنع بأن الأمر لم يكن مجرد افتقار مؤقت للحكم» من جانب فيك، وأن فيك كان «شريكًا كاملاً» في حلبة قتال الكلاب، وحُكم عليه بالسجن لمدة 23 شهرًا في السجن الفيدرالي. وأشار هدسون إلى أنه على الرغم من ادعاء فيك بقبول المسؤولية عن أفعاله، فإن فشله في التعاون الكامل مع المسؤولين الفيدراليين، إلى جانب فشله في اختبار المخدرات وفشله في اختبار كشف الكذب، أظهر أنه لم يتحمل المسؤولية الكاملة عن «الترويج لهذا النشاط الرياضي القاسي واللاإنساني وتمويله وتسهيله». تم إرسال فيك إلى مؤسسة الإصلاحية الفيدرالية، ليفنوورث [الإنجليزية]، لقضاء عقوبته.
وبناء على طلب السلطات الفيدرالية قبل النطق بالحكم، وافق فيك على إيداع ما يقرب من مليون دولار في حساب الضمان لدى المحامين لسداد تكاليف رعاية الكلاب المصادرة للآخرين، والتي تم عرض معظمها للتبني على أساس انتقائي تحت إشراف أخصائي معين من قبل المحكمة. وقال الخبراء إن بعض الحيوانات قد تحتاج إلى رعاية خاصة لبقية حياتها. أثناء إدارة قضية إفلاسه، اشتكت وزارة العمل الأمريكية من أن هذه الأموال تم دفعها جزئيًا على الأقل من أموال تم سحبها بشكل غير قانوني والتي احتفظ بها فيك لنفسه ولثمانية موظفين آخرين في إم في 7، وهي شركة تسويق المشاهير التي يملكها.

### الادعاء العام والحكم
تم توجيه اتهامات منفصلة في ولاية فرجينيا ضد المتهمين الأربعة في قضية قتال الكلاب، وذلك بعد أن قدمت هيئة محلفين مقاطعة ساري الكبرى لوائح اتهام في اجتماعها في 25 سبتمبر/أيلول 2007. وكان الدليل الرئيسي الذي تم النظر فيه هو التصريحات التي أدلى بها المتهمون تحت القسم أثناء عملية اتفاق الإقرار بالذنب أمام المحكمة الفيدرالية. وجهت إلى فيك تهمة ارتكاب جريمتين من الدرجة السادسة، والتي تصل عقوبتها القصوى إلى خمس سنوات سجنًا.
مستشهدًا بالتكاليف العالية ولوجستيات النقل لإجراء المحاكمة بينما كان فيك لا يزال في السجن الفيدرالي، قرر المدعي العام للولاية جيرالد بويندكستر تأجيل محاكمة فيك في محكمة مقاطعة ساري حتى بعد إطلاق سراحه من الحجز الفيدرالي. وسعى محامو فيك إلى حل التهم الموجهة إلى موكلهم في وقت أقرب. في 14 أكتوبر 2008، قدم محامي فيك لورانس وودوارد طلبًا لإدخال الإقرار بالذنب عبر فيديو إلكتروني ثنائي الاتجاه إلى محاكم مقاطعة ساري. خطط فيك للاعتراف بالذنب في التهم الموجهة إليه من قبل الولاية في محاولة للحصول على إطلاق سراح مبكر من السجن الفيدرالي ودخول منزل منتصف الطريق. تم رفض الطلب بإجراء محاكمة بدون حضور فيك جسديًا، لكن بويندكستر وافق على عقد المحاكمة على مستوى الولاية بينما كان فيك لا يزال رهن الاحتجاز الفيدرالي إذا تحمل فيك تكاليف نقله إلى فيرجينيا والنفقات ذات الصلة.
تم نقل فيك إلى فرجينيا في نوفمبر 2008 لمواجهة التهم الموجهة إليه من قبل الولاية. وظهر أمام محكمة مقاطعة سورّي في 25 نوفمبر/تشرين الثاني في جلسة عقدت في مقاطعة ساسكس المجاورة لأن مبنى محكمة سورّي كان يخضع للتجديد. قدم إقرارًا بالذنب في تهمة جنائية واحدة في ولاية فرجينيا وهي قتال الكلاب، وحكم عليه بالسجن لمدة ثلاث سنوات مع وقف التنفيذ بشرط حسن السلوك، وغرامة قدرها 2500 دولار. وفي مقابل اتفاقية الإقرار بالذنب، تم إسقاط التهمة الأخرى. تم إطلاق سراح مايكل دواين فيك، المسجون برقم تعريف 33765-183 لدى مكتب السجون الفيدرالي، في 20 يوليو 2009.

### النشاط السياسي
في عام 2011، مارس فيك الضغط من أجل إصدار قانون H.R. 2492، قانون حظر مشاهدة قتال الحيوانات، والذي كان من شأنه أن ينشئ عقوبات جنحية فيدرالية للمشاهدين الذين يشاهدون قتال الحيوانات غير القانوني، وجعل إحضار الأطفال إلى المعارك جريمة جنائية بالنسبة للبالغين.

### المشاكل المالية
في نهاية عام 2006، قدرت مجلة سبورتس إليستريتد الدخل السنوي لفيك بين راتبه في الدوري الوطني لكرة القدم الأمريكية والإعلانات بنحو 25.4 مليون دولار، مما جعله يحتل مرتبة أقل بقليل من ديل إيرنهاردت جونيور من ناسكار في قائمة الرياضيين الأعلى دخلاً. لكن الوضع المالي لفيك عانى من سوء الإدارة والاستثمارات السيئة والدعاوى القضائية. كان مايكل سميث، المخطط المالي المعتمد، مستشارًا لفيك من عام 2003 إلى عام 2005، لكنه استقال بعد أن أخذ فيك بنصيحة سيئة من الأصدقاء، وقام باستثمارات سيئة التخطيط، وأنفق أكثر من اللازم، وقوض خطة بناء الثروة التي وضعها سميث. كانت خطة سميث أن يمتلك فيك ثروة صافية قدرها 100 مليون دولار بحلول عام 2010؛ وبحلول ذلك التاريخ كان فيك مدينًا بمبلغ 18.97 مليون دولار.
في عام 2006، كانت هناك دعوى قضائية بقيمة 45 مليون دولار معلقة في نزاع مع وكلاء فيك الرياضيين الأصليين. فشلت عدة صفقات تأييد مربحة.
بعد إعلان لوائح الاتهام في قضية قتال الكلاب في يوليو/تموز 2007، تصاعدت المطالبات المالية ضد فيك. أصبحت شؤونه المالية متوترة، ولم يتمكن فيك من سداد المدفوعات المقررة والالتزامات الأخرى. في غضون بضعة أشهر، تم ذكر اسمه في العديد من الدعاوى القضائية التي رفعتها البنوك والدائنين بسبب التخلف عن سداد القروض، وبعضها يتعلق بالاستثمارات التجارية. تم تصفية عقار قتال الكلاب بالقرب من سميثفيلد، فيرجينيا، في وقت سابق، وفي نوفمبر 2007، حاول فيك بيع منزل آخر يملكه.
في يونيو 2008، عندما تم القبض على شقيق فيك، ماركوس، وسجنه في نورفولك بعد مطاردة من قبل الشرطة، أدرج مكان إقامته على أنه منزل بقيمة 1.39 مليون دولار مملوك لفيك في مجتمع حصري على ضفة النهر في سوفولك، فيرجينيا. تم بناء منزل جديد على ضفة النهر على أرض يملكها فيك في قسم حصري آخر من سوفولك. وقدر محاموه لاحقًا أنه كان ينفق 30 ألف دولار شهريًا لدعم سبعة من أصدقائه وأقاربه، بما في ذلك والدته وشقيقه وثلاثة أطفال وأمهاتهم.

### الإفلاس
في 7 يوليو 2008، سعى فيك للحصول على الحماية من الإفلاس بموجب الفصل الحادي عشر في محكمة الإفلاس الأمريكية في نيوبورت نيوز بعد فشله في «التوصل إلى حلول توافقية مع كل من دائنيه»، وفقًا لأوراق المحكمة. وكان الملف الأولي، الذي كان غير مكتمل، يتضمن أصولاً تقل عن 50 مليون دولار وديوناً تتراوح بين 10 ملايين دولار و50 مليون دولار. وكان من المقرر أن يحصل أكبر سبعة دائنين، من دون ضمانات تدعم مطالباتهم، على ما مجموعه 12.8 مليون دولار. كان أكبر ثلاثة دائنين غير مضمونين هم شركة جويل إنتربرايزز، التي كان مستحقًا لها 4.5 مليون دولار بسبب خرق العقد؛ وأتلانتا فالكونز، التي كان مستحقًا لها 3.75 مليون دولار بسبب مكافأة التوقيع النسبية؛ ورويال بنك أف كندا، التي كان مستحقًا لها 2.5 مليون دولار في شكل قروض.

#### الالتزامات المالية الرئيسية
تم إدراج شركة جويل في ريتشموند كواحدة من أكبر دائني فيك. وزعم وكلاء الرياضة أندرو جويل وديف لوومان أن فيك وقع عقدًا مع شركتهما في عام 2001، قبل تسعة أيام من إعلانه عن مغادرته لجامعة فيرجينيا للتكنولوجيا مبكرًا وإعلانه أهليته للمشاركة في مشروع اتحاد كرة القدم الأميركي. وبحضور والدته كشاهد، وقّع فيك اتفاقية تسويق مدتها خمس سنوات، والتي كانت تتوقع مجموعة واسعة من أنشطة التأييد باستخدام اسم فيك، وصورته، وصوته، وسمعته. بلغت حصة جويل 25% من جميع الصفقات، باستثناء عقد فيك في دوري كرة القدم الأميركي، وفقًا للاتفاقية. حاول فيك إنهاء العلاقة مع شركة جويل إنتربرايزز بعد بضعة أسابيع، ودخل في علاقة أخرى مع وكلاء آخرين. في عام 2005، رفعت شركة جويل إنتربرايزس دعوى قضائية ضد فيك في محكمة دائرة ريتشموند مطالبة بتعويضات قدرها 45 مليون دولار أمريكي كأضرار تعويضية وعقابية بسبب خرق العقد. بعد أن رفضت المحكمة العليا في ولاية فرجينيا اقتراح فيك وحكمت بإمكانية المضي قدمًا في المحاكمة المدنية في ديسمبر 2006، اتفق الطرفان على إحالة النزاع إلى التحكيم الملزم لحله بدلاً من محاكمة مدنية رسمية. وكانت نتيجة القضية منح جويل مبلغ 4.5 مليون دولار.
سعى فريق أتلانتا فالكونز لاسترداد جزء من مكافأة توقيع فيك البالغة 37 مليون دولار لعام 2004. وقد مُنح الفريق مبلغًا مخفّضًا قدره 20 مليون دولار في تحكيم قانوني مُلزم، وهو ما اعترض عليه فيك. واتفق الطرفان على تخفيض المبلغ إلى ما بين 6.5 و7.5 مليون دولار. تم إخطار محكمة الإفلاس باتفاقية التسوية بين فيك وفالكونز في 3 أبريل 2009.
في 20 سبتمبر 2007، رفع بنك رويال كندا دعوى مدنية في المحكمة الجزئية الأمريكية في نيوبورت نيوز ضد فيك مطالبًا بأكثر من 2.3 مليون دولار بسبب قرض مرتبط بالعقارات. وزعمت الدعوى أن فيك فشل في الوفاء بالموعد النهائي المحدد في 10 سبتمبر لسداد الديون. في 7 مايو 2008، منحت المحكمة طلبًا للحكم الموجز ضد فيك بسبب التخلف عن سداد سند إذني وخرقه، وأمرته بدفع أكثر من 2.5 مليون دولار للبنك.
في 26 سبتمبر 2007، طالب بنك المصدر الأول [الإنجليزية]، ومقره في ساوث بيند بولاية إنديانا، بتعويضات لا تقل عن 2 مليون دولار في دعوى قضائية فيدرالية، زاعمًا أن فيك وشركة ديفاين سفن ذ.م.م في أتلانتا رفضا دفع ثمن 130 مركبة على الأقل تم شراؤها لاستخدامها كسيارات مستأجرة. قدمت مجموعة التمويل المتخصصة التابعة للبنك التمويل لأساطيل السيارات المستأجرة.
كما رفع بنك واكوفيا دعوى قضائية أمام المحكمة الفيدرالية في أكتوبر/تشرين الأول 2007 في أتلانتا، مطالباً بتعويض قدره 940 ألف دولار من فيك وجيرالد فرانك جينكينز، أحد شركائه التجاريين. وزعم البنك أن الرجلين وشركتهما، شركة أتلانتيك للنبيذ والتغليف ذ.م.م، تخلفوا عن سداد قرض في مايو 2006 بقيمة 1.3 مليون دولار لإنشاء متجر نبيذ ومطعم. قام جينكينز، وهو جراح متقاعد كان يمتلك شركة أتلانتيك للنبيذ منذ عام 2004، بإحضار فيك كمستثمر. وفي مايو/أيار 2008، أصدرت المحكمة الجزئية الأميركية في أتلانتا حكماً موجزاً لصالح شركة واكوفيا. وتضمن الحكم بمبلغ 1.11 مليون دولار الرصيد الأصلي، والفوائد المستحقة، والرسوم، والحسابات المسحوبة على المكشوف، والرسوم القانونية. وقد نص الأمر على أنه يمكن تحصيل المزيد من الفائدة.
في 25 مارس 2009، رفعت وزارة العمل الأمريكية دعوى قضائية أخرى في المحكمة الجزئية الفيدرالية في نيوبورت نيوز، زاعمة أن فيك وآخرين انتهكوا قوانين المزايا الفيدرالية للموظفين من خلال سحب 1.35 مليون دولار من خطة تقاعد ترعاها شركة إم في 7، إحدى شركات فيك. تم الاحتفاظ بالأموال في صندوق ائتماني بموجب قوانين التقاعد لتمويل خطط التقاعد لتسعة موظفين في إم في 7. وفي الوقت نفسه، قدمت وزارة العمل شكوى إلى محكمة الإفلاس الفيدرالية لمنع فيك من سداد ديونه المزعومة لخطة معاشات التقاعد إم في 7. وزعمت الشكوى أن بعض الأموال استُخدمت لدفع التعويضات المقررة في قضية قتال الكلاب.

#### الإجراءات المبكرة
في أغسطس 2008، تم تعيين الوصي دبليو كلاركسون ماكدو جونيور لإدارة إفلاس فيك. أشار الوصي في وثائق المحكمة إلى أن فيك «لديه قدرة محدودة على ترتيب شؤونه المالية، وقدرته على المشاركة في قضية الإفلاس شخصيًا محدودة». وكتب ماكدو في وثائق المحكمة أن فيك «كان يعتمد بشكل روتيني على آخرين لاتخاذ القرارات المالية نيابةً عنه، مانحًا إياهم سلطة تقديرية على مبالغ طائلة من المال». وقد ذكر ماكدو أن ماري وونغ وديفيد أ. تالبوت كانا من الأشخاص الذين حصلوا على سلطة مكتوبة واسعة النطاق للعمل كممثلين قانونيين له في جميع شؤونه المالية.
كان فيك قد وظف وونغ، مدير الأعمال في أوماها، نبراسكا، في خريف عام 2007 بناء على توصية من زميله في فريق فالكونز ديموريو ويليامز [الإنجليزية]. ساعد وونغ في تحويل بعض استثمارات فيك إلى أموال التعويض المطلوبة من قبل المحكمة الفيدرالية في قضيته الجنائية. وبحسب وثيقة قدمها أحد محاميي فيك، فإنها استخدمت توكيلاً رسمياً من فيك «لإزالة» ما لا يقل عن 900 ألف دولار أخرى بشكل غير قانوني من حساباته المختلفة. كما زعمت أوراق المحكمة أن وونغ «تسببت في نقل بعض الكيانات التجارية المملوكة لفيك إليها». وعلمت فيك لاحقًا أن وونغ مُنعت نهائيًا من العمل مع أي شركة مُدرجة في بورصة نيويورك للأوراق المالية نتيجةً لأخذها أكثر من 150 ألف دولار من أرملتين مُسنتين التقت بهما أثناء عملها في ويلز فارجو.
ثم توجه فيك إلى تالبوت، وهو خريج كلية الطب من هاكنساك، نيو جيرسي، والذي ادعى أنه يتمتع بخبرة في الإدارة المالية. أخبر فيك المحكمة لاحقًا أنه التقى تالبوت في أبريل 2008 من خلال شقيقه ماركوس. وكان من المقرر أن يتقاضى تالبوت 15 ألف دولار شهريًا، واستولى على إحدى سيارات فيك، وهي سيارة مرسيدس بنز بقيمة 85 ألف دولار. اكتشف فيك لاحقًا أن السيرة الذاتية لطالبوت تحتوي على العديد من البيانات الكاذبة. وقد اتُهم تالبوت بالاحتيال على أعضاء الكنيسة في نيوجيرسي. بدأ المدعي العام لولاية نيوجيرسي إجراءات قانونية ضد تالبوت بتهمة الاحتيال في الأوراق المالية بسبب مخطط مزعوم للاحتيال على المستثمرين بأكثر من 500 ألف دولار من خلال تقديم «عقود تعزيز الأصول» لهم لاستخدامها في بناء كنيسة جديدة. أمر قاضي الإفلاس الأمريكي فرانك سانتورو باستعادة سيارة مرسيدس بنز التي قدمها فيك إلى تالبوت وبيعها، وأن يظهر تالبوت في جلسة استماع في الخامس من سبتمبر.
وقال بول ك. كامبسن، أحد محامي فيك، للمحكمة إن فيك «كان يدعم والدته وشقيقه وخطيبته وطفليه» على مر السنين. وقال إن المشاكل المالية التي واجهها فيك شملت نفقات شهرية متوسطة قدرها 12225 دولارا مقابل عدة منازل كبيرة تعيش فيها عائلته وأصدقاؤه ودخل شهري قدره 277.69 دولارا فقط.

#### خطة إعادة التنظيم
وفي 12 نوفمبر/تشرين الثاني 2008، قدم محامو فيك خطة أولى لإعادة التنظيم من خلال الإفلاس. بموجب الخطة، كان على فيك بيع ثلاثة من منازله الستة. في غضون ذلك، شملت نفقاته مدفوعات إعالة تُقدر بنحو 30 ألف دولار شهريًا. وشملت هذه المدفوعات 14،531 دولارًا شهريًا لوالدته، و12،363 دولارًا شهريًا لخطيبته وابنتيه، و3،500 دولار شهريًا لصديقته السابقة تاميكا تايلور، التي أنجب منها طفلًا. طعن الدائنون في خطة فيك للإنفاق نظرًا لخسارته راتبه وإيقافه عن اللعب في الدوري الوطني لكرة القدم الأمريكية. أخبر محامو فيك القاضي في 13 نوفمبر/تشرين الثاني أن فيك «لديه كل الأسباب للاعتقاد بأنه عند إطلاق سراحه، سيعود إلى الدوري الوطني لكرة القدم الأمريكية، ويستأنف مسيرته المهنية، ويكون قادرًا على كسب عيش كريم».
بعد اعتراض الدائنين على خطة إعادة التنظيم الأولية، مثل فيك شخصيًا أمام سانتورو في جلسة استماع في نيوبورت نيوز بتاريخ 2 أبريل/نيسان 2009. وكان سانتورو قد قرر عدم السماح بالإدلاء بشهادته عبر الفيديو في مارس/آذار، قائلاً إنه بحاجة إلى حضور فيك في قاعة المحكمة لتقييم سلوكه ومصداقيته. وشهد فيك بأنه ينوي عيش حياة أفضل بعد السجن. وقال إن جريمته «شنيعة» وشعر «بندم حقيقي». مع اقتراب نهاية الجلسة، رفض سانتورو الخطة ووصفها بأنها غير سليمة، قائلاً إنها تعتمد بشكل كبير على عودة فيك إلى الدوري الوطني لكرة القدم الأمريكية والدخل الكبير المتوقع أن تحققه، وهو أمر لم يكن مضمونًا.
أثنى القاضي على فيك لمحاولته حل فوضاه المالية بعد سنوات من الاختيارات السيئة، لكنه أخبر فيك أن الأرقام لم تتطابق. أجّل سانتورو القضية وطلب من فيك العمل مع مستشاريه لوضع خطة جديدة، مقترحًا عليه أن يبدأ بتصفية أحد منزليه في فرجينيا أو كليهما، بالإضافة إلى ثلاث سيارات كان ينوي الاحتفاظ بها، و«شراء منزل يناسب إمكانياته». وكان فيك قد شهد بأنه شعر بأنه ملزم بإعالة أصدقائه وعائلته نظرًا «لأصله». أخبر سانتورو فيك أنه على الرغم من أن ذلك أمرٌ جدير بالثناء، إلا أنه «لا يمكنك أن تكون كل شيء للجميع. إذا فعلت ذلك، فلن تكون شيئًا لأحد».
وفي 28 أبريل/نيسان، التقى المحامون مع سانتورو وقالوا إنهم حققوا تقدما كبيرا بشأن خطة منقحة. وأفادوا أنهم تمكنوا من تسوية كافة النزاعات مع دائني فيك، بما في ذلك جويل. وفي 27 أغسطس/آب، وافق سانتورو على خطة إعادة التنظيم المعدلة. وقد حظيت القضية بدعم جميع دائني فيك باستثناء واحد كان مدينًا له بمبلغ 13 ألف دولار. وكان من المقرر سداد جميع الديون لكل دائن خلال ست سنوات بشرط تصفية أصول تقدر قيمتها بتسعة ملايين دولار. تم السماح لفيك بنفقات معيشية سنوية قدرها 300 ألف دولار بموجب الخطة. كان بإمكانه إنفاق ما يصل إلى 3500 دولار شهريًا على الإيجار في فيلادلفيا و750 دولارًا على «المرافق والمصاريف الأخرى». وكان من المقرر أن يدفع 3712 دولارا شهريا على الرهن العقاري لمنزله في هامبتون بولاية فرجينيا، حيث تعيش خطيبته وطفلاه، ويمكنه أن يدفع ما يصل إلى 1355 دولارا شهريا للرسوم الدراسية في مدرسة خاصة لأطفاله. كما تم منح فيك ما يصل إلى 472 دولارًا شهريًا لتغطية نفقات متعلقة بالسيارة. تم السماح لوالدته بمبلغ 2500 دولار شهريًا، وتم تخصيص 3000 دولار شهريًا لصديقته السابقة تاميكا تايلور لدعم ابنهما ميتيز. لم يكن فيك ملزما بسداد الدائنين خلال موسمه الأول مع إيجلز. دفع فيك لوكيله، جويل سيجال، 32.500 دولار في عام 2010، و104.000 دولار في عام 2011، وسيدفع له 160.000 دولار كل عام من عام 2012 إلى عام 2015 بإجمالي 776.500 دولار. دفع لمحامي الإفلاس 748،750 دولارًا في عام 2010، ومليون دولار في عام 2011، وإجمالي 2.6 مليون دولار.

## التأييدات
خلال مسيرته المهنية مع فريق فالكونز، أصبح فيك المتحدث الرسمي للعديد من الشركات. كان لديه عقود تأييد مع شركات بما في ذلك نايكي، وإي إيه سبورتس، وكوكا كولا، وباوريد، وكرافت، ورولينغز، وهاسبرو، وأير تران.
ولكن حتى قبل ظهور قضية القسوة على الحيوان إلى الواجهة في عام 2007، تدهورت مكانة فيك التجارية. ومن بين الحوادث السلبية كانت لفتته بإصبعه الأوسط لجماهير فريق أتلانتا لكرة القدم في عام 2006. كان أول تأييد لفيك بعد إطلاق سراحه من السجن عبارة عن صفقة لمدة عامين في 27 يناير 2011، مع شركة تقنيات غير متكافئة، وهي شركة تنتج وسائد كرة القدم. وقعت شركة نايكي رسميًا مع فيك مرة أخرى كلاعب رياضي في الأول من يوليو 2011. كانت الشركة تزوده بمعدات مجانية منذ أكتوبر 2009؛ وكان تجديد عقده هو المرة الأولى التي يعيد فيها أحد الرعاة رياضيًا بعد إسقاطه.
في عام 2012، أطلق فيك خط ملابس رياضية يسمى ڤي 7 ليتم بيعه حصريًا في موديلز. كان من المقرر أن يذهب جزء من العائدات إلى نادي الأولاد والبنات [الإنجليزية] في فيلادلفيا.

## المؤسسات الخيرية
كان فيك مديرًا لمؤسستين خيريتين، مؤسسة مايكل فيك ومؤسسة فيك. في يونيو 2006، أنشأ فيك، بالتعاون مع شقيقه ماركوس ووالدته بريندا، مؤسسة فيك، وهي منظمة غير ربحية لدعم الشباب المعرضين للخطر من خلال برامج ما بعد المدرسة في منطقة مترو أتلانتا وهامبتون رودز. وجاء الإعلان عن المنظمة الجديدة قبل بدء أول حملة لجمع التبرعات للمؤسسة، وهي بطولة مايكل فيك للجولف الكلاسيكية. أقيم الحدث الافتتاحي في ملعب كينغزميل للغولف المرموق في مقاطعة جيمس سيتي بالقرب من ويليامزبيرج بولاية فيرجينيا بالشراكة مع فرع تايد ووتر التابع لرابطة خريجي جامعة فيرجينيا للتكنولوجيا، وتم جمع أكثر من 80 ألف دولار للأعمال الخيرية. وفقًا لإقرارها الضريبي الفيدرالي لعام 2006، قدمت مؤسسة مايكل فيك 100 حقيبة ظهر للأطفال الفقراء في نيوبورت نيوز ودفعت ثمن برنامج ما بعد المدرسة.
بعد مذبحة جامعة فرجينيا للتكنولوجيا في 16 أبريل 2007، تبرع فيك ومنظمة يونايتد واي بمبلغ 10000 دولار لمساعدة الأسر المتضررة. جمعت مؤسسة فيك التبرعات من المجتمعات في أتلانتا وفيرجينيا لوضعها في صندوق متحدون في الرعاية لضحايا مأساة فيرجينيا تك وصندوق خاص في يونايتد واي في مقاطعات مونتغمري ورادفورد وفلويد، والتي تخدم منطقة فيرجينيا تك. وقالت مؤسسة فيك إن الأموال سوف تستخدم لتقديم المساعدة في نفقات الجنازة، ونقل أفراد الأسرة وخدمات الدعم الأخرى.

## وصلات خارجية
- مايكل فيك على موقع إي إس بي إن.كوم (أن.أف.أل)3
- مايكل فيك على موقع مرجع كرة القدم المحترفة.كوم (الإنجليزية)
- مايكل فيك على موقع كلية كرة القدم في سبورتس رفرنس.كوم (الإنجليزية)
- الملف الشخصي لولاية نورفولك
- إحصائيات المسيرة من ESPN · Yahoo Sports · Pro Football Reference
- مايكل فيك في قاعدة بيانات الأفلام على الإنترنت